# Lijst van personen overleden in 1993
Dit is een lijst van personen die zijn overleden in 1993.

## Januari

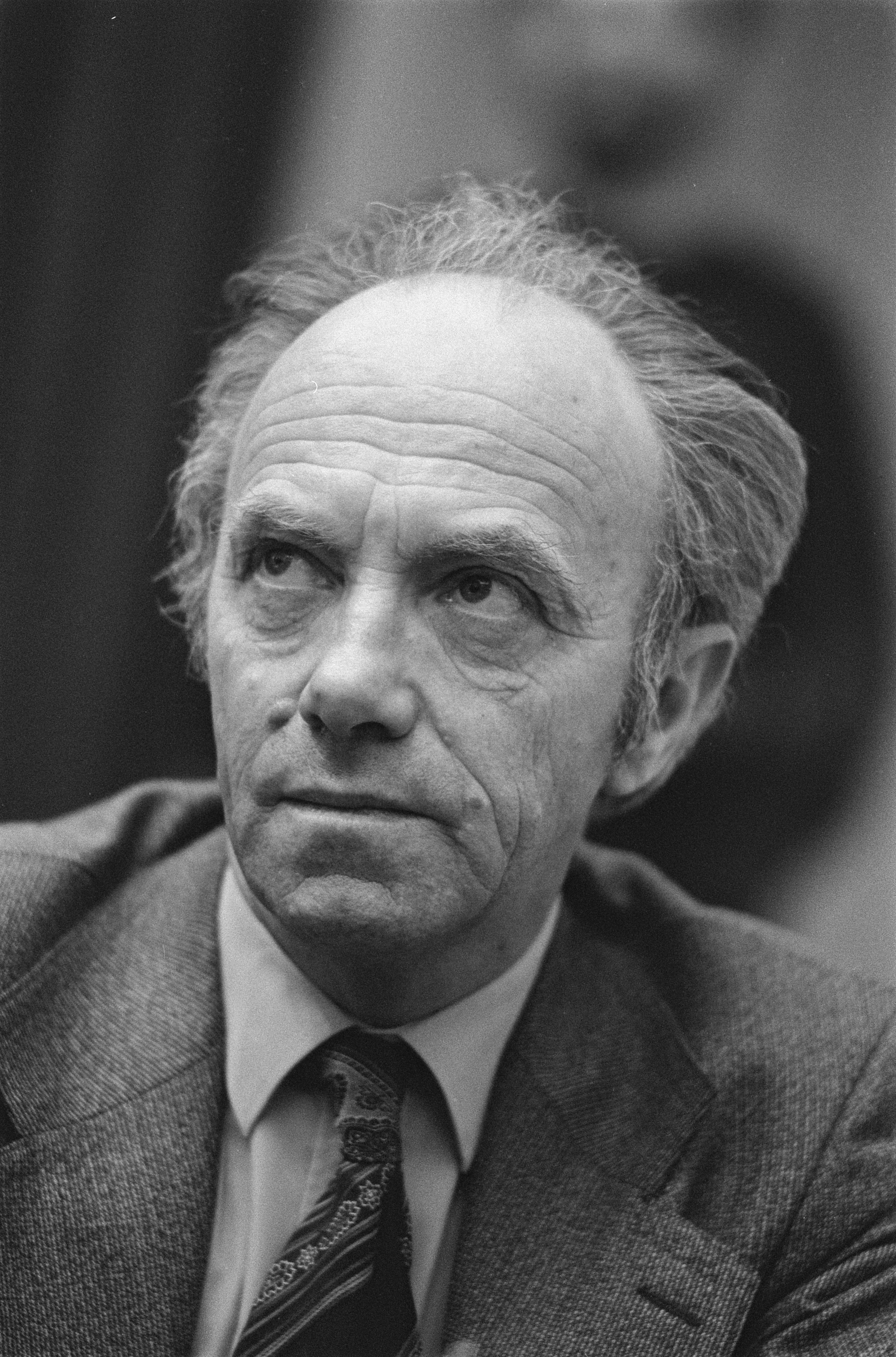
Henk Knol
4 januari

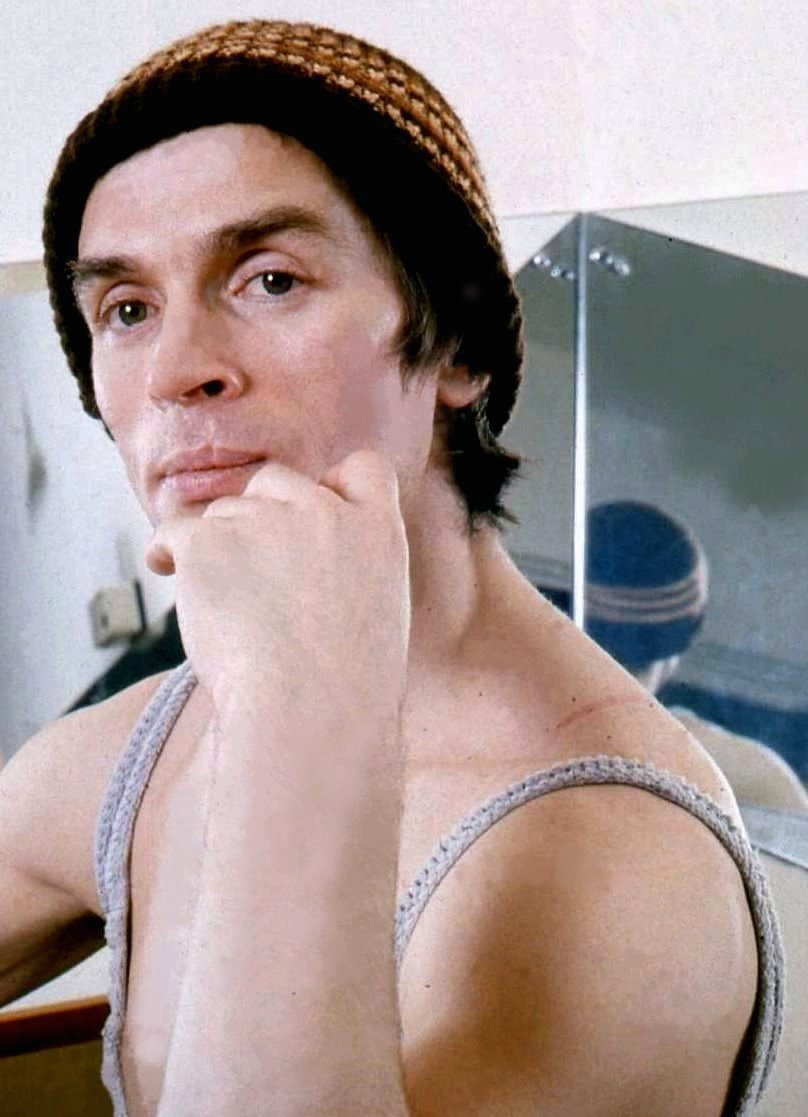
Roedolf Noerejev
6 januari

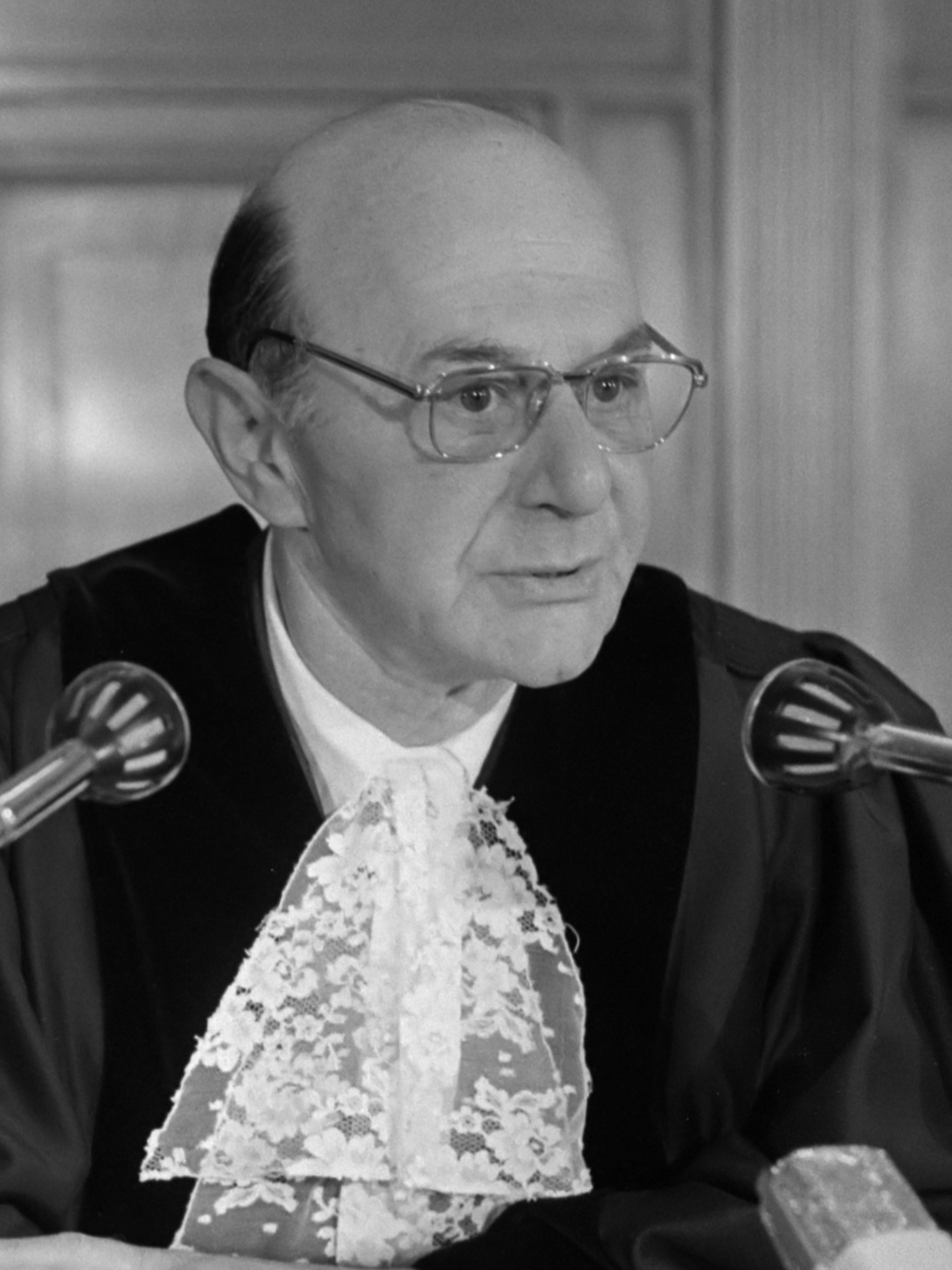
Manfred Lachs
14 januari

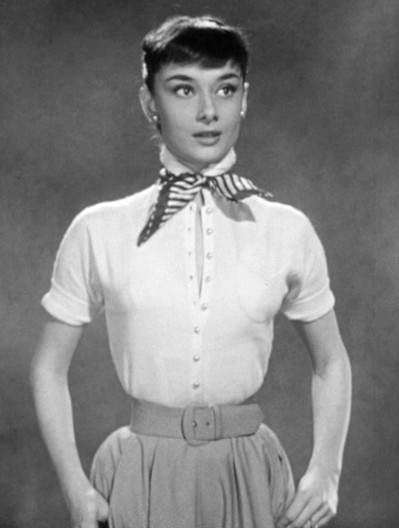
Audrey Hepburn
20 januari

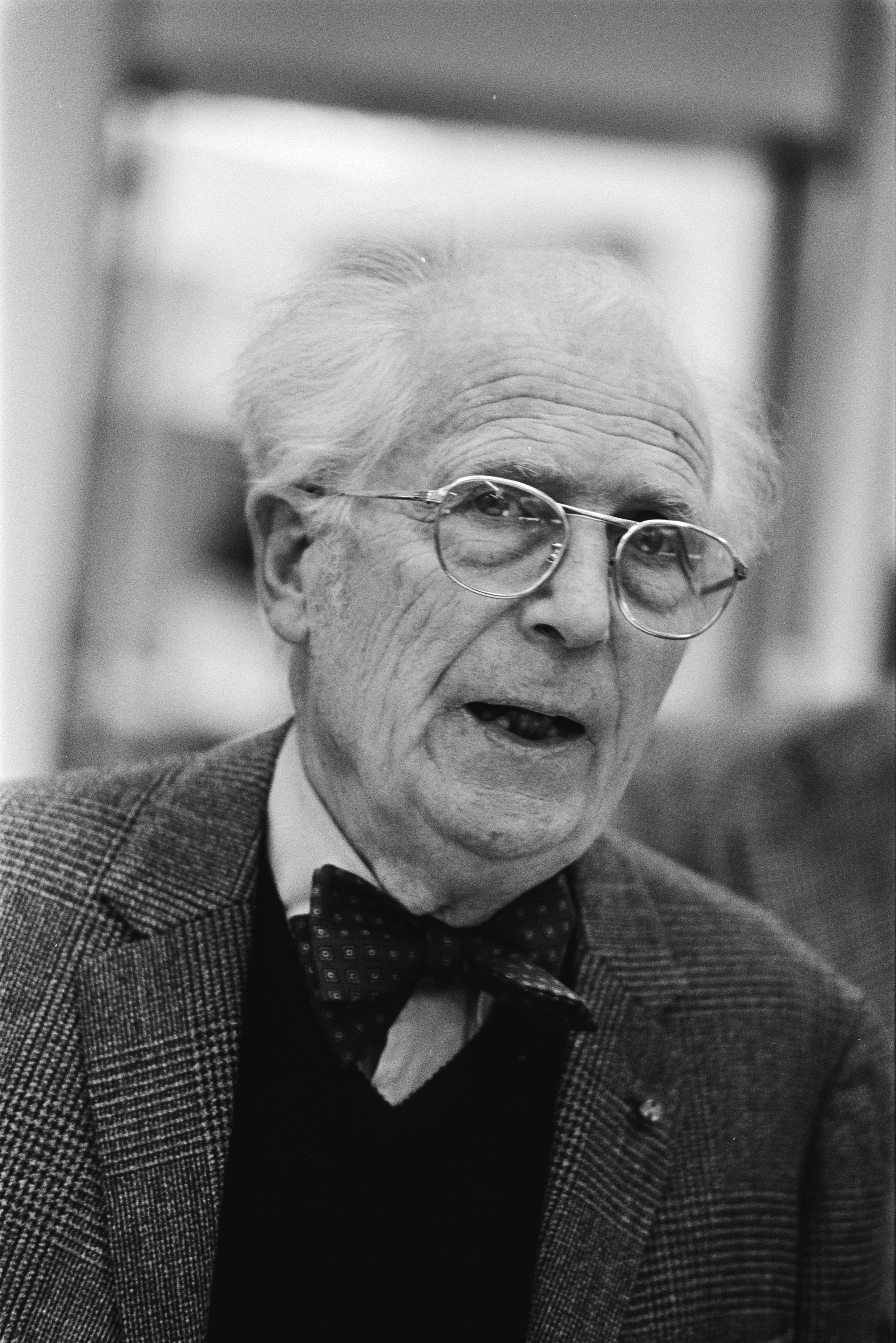
Alexander Bodon
22 januari

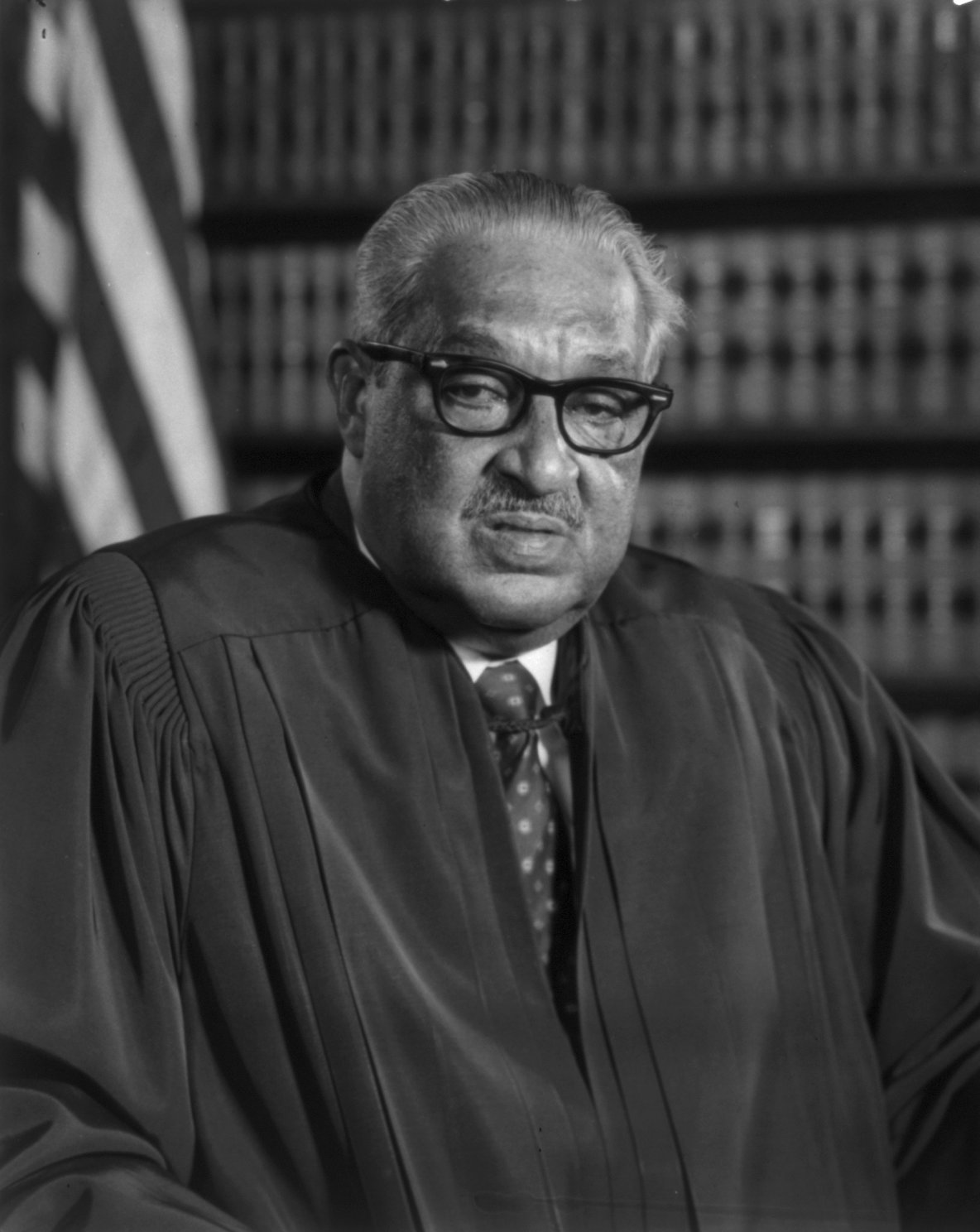
Thurgood Marshall
24 januari

| 1 | 2 | 3 | 4 | 5 | 6 | 7 | 8 | 9 | 10 | 11 | 12 | 13 | 14 | 15 | 16 | 17 | 18 | 19 | 20 | 21 | 22 | 23 | 24 | 25 | 26 | 27 | 28 | 29 | 30 | 31 |
| - | - | - | - | - | - | - | - | - | -- | -- | -- | -- | -- | -- | -- | -- | -- | -- | -- | -- | -- | -- | -- | -- | -- | -- | -- | -- | -- | -- |

### 1 januari
- Adolf Lang (79), Duits autocoureur

### 2 januari
- Andries Hartsuiker (89), Nederlands componist en kunstschilder
- Vladimir Makogonov (88), Russisch schaker

### 4 januari
- Henk Knol (61), Nederlands politicus

### 5 januari
- Klaas Wiersma (75), Nederlands politicus

### 6 januari
- Elisabeth Charlotte van Oostenrijk (70), lid Oostenrijkse adel
- Dizzy Gillespie (75), Amerikaans jazztrompettist
- Roedolf Noerejev (54), Russisch balletdanser
- Joop Wagenaar (71), Nederlands burgemeester
- Dries Wieme (65), Belgisch acteur

### 8 januari
- Theo Bruins (63), Nederlands pianist

### 9 januari
- Templeton Fox (76), Amerikaans actrice

### 11 januari
- François Marinus van Panthaleon van Eck (85), Nederlands burgemeester

### 12 januari
- Pierre Nihant (67), Belgisch wielrenner

### 13 januari
- Mozart Camargo Guarnieri (85), Braziliaans componist
- Jan Feyen (73), Belgisch pater en beiaardier
- Paul Herbiet (86), Belgisch politicus
- René Pleven (91), Frans politicus

### 14 januari
- Manfred Lachs (78), Pools jurist en rechter

### 16 januari
- Huub Jacobse (67), Nederlands politicus en journalist
- Jón Páll Sigmarsson (32), IJslands bodybuilder en powerlifter

### 17 januari
- Li Stadelmann (92), Duits klaveciniste en pianiste

### 18 januari
- Alfredo Bovet (83), Italiaans wielrenner
- Niberco (67), Nederlands goochelaar

### 20 januari
- Audrey Hepburn (63), Amerikaans actrice
- Piet Peters (71), Nederlands wielrenner

### 22 januari
- Kobo Abe (68), Japans schrijver en fotograaf
- Alexander Bodon (86), Nederlands architect
- Jan Boomans (71), Belgisch meteoroloog
- Maurice Delaplace (87), Belgisch politicus
- Noël Rota (29), Frans zanger

### 23 januari
- Helmut Braselmann (81), Duits handbalspeler
- Keith Laumer (67), Amerikaans schrijver

### 24 januari
- Thurgood Marshall (83), Amerikaans rechter

### 25 januari
- Frans Cappetti (65), Nederlands burgemeester

### 26 januari
- Axel von dem Bussche (73), Duits militair en verzetsstrijder
- Jan Gies (87), Nederlands verzetsstrijder
- Robert Jacobsen (80), Deens kunstenaar

### 27 januari
- Srđan Aleksić (26), Bosnisch militair
- André the Giant (46), Frans professioneel worstelaar en acteur

### 29 januari
- Rita Demeester (46), Belgisch schrijfster en dichteres

### 30 januari
- Svetoslav Rjorich (88), Russisch architect en kunstschilder

### 31 januari
- Frithjof Ulleberg (81), Noors voetballer

## Februari

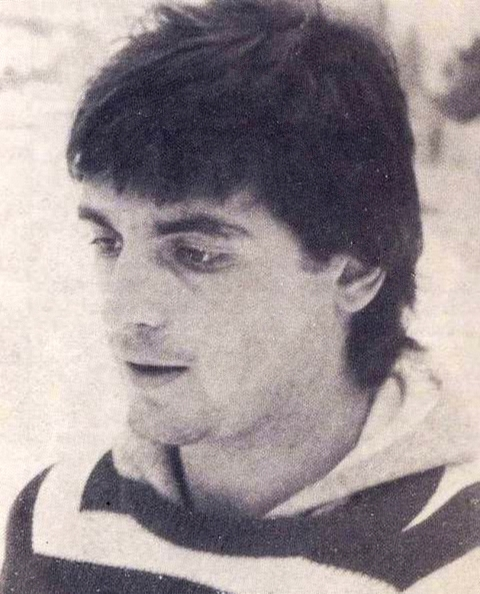
Michael Klein
2 februari

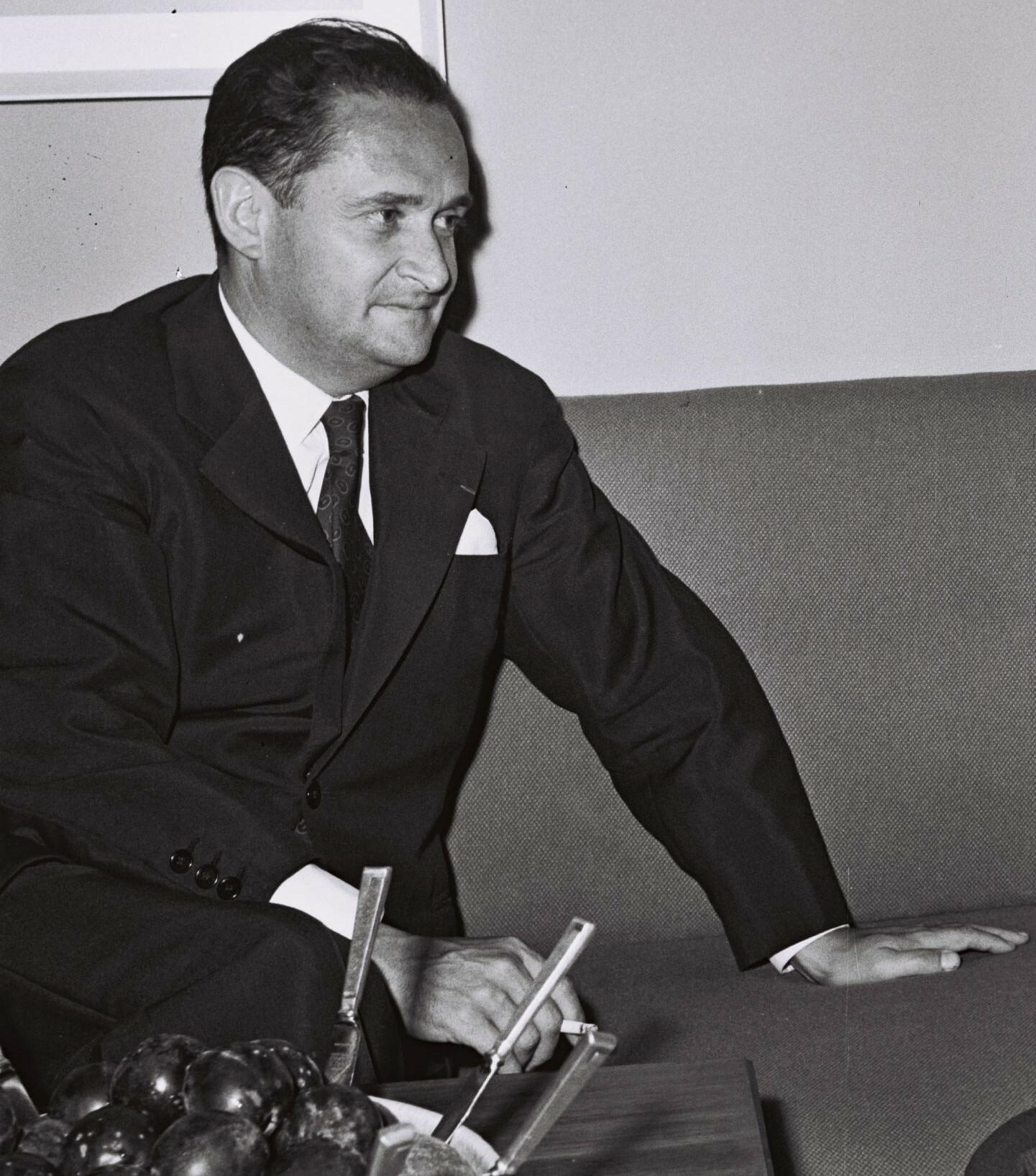
Maurice Bourgès-Maunoury
10 februari

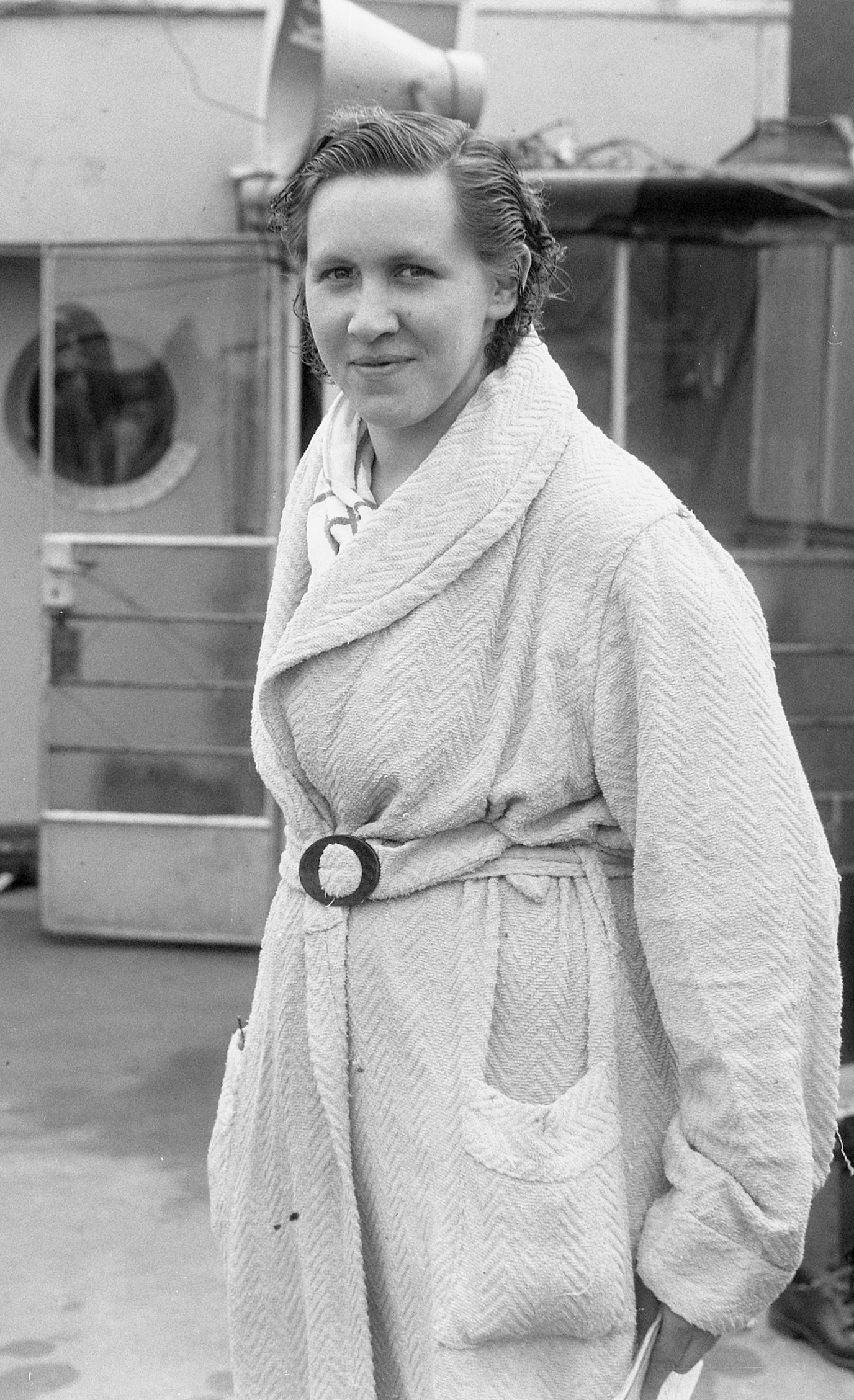
Marie-Louise Vaessen
15 februari

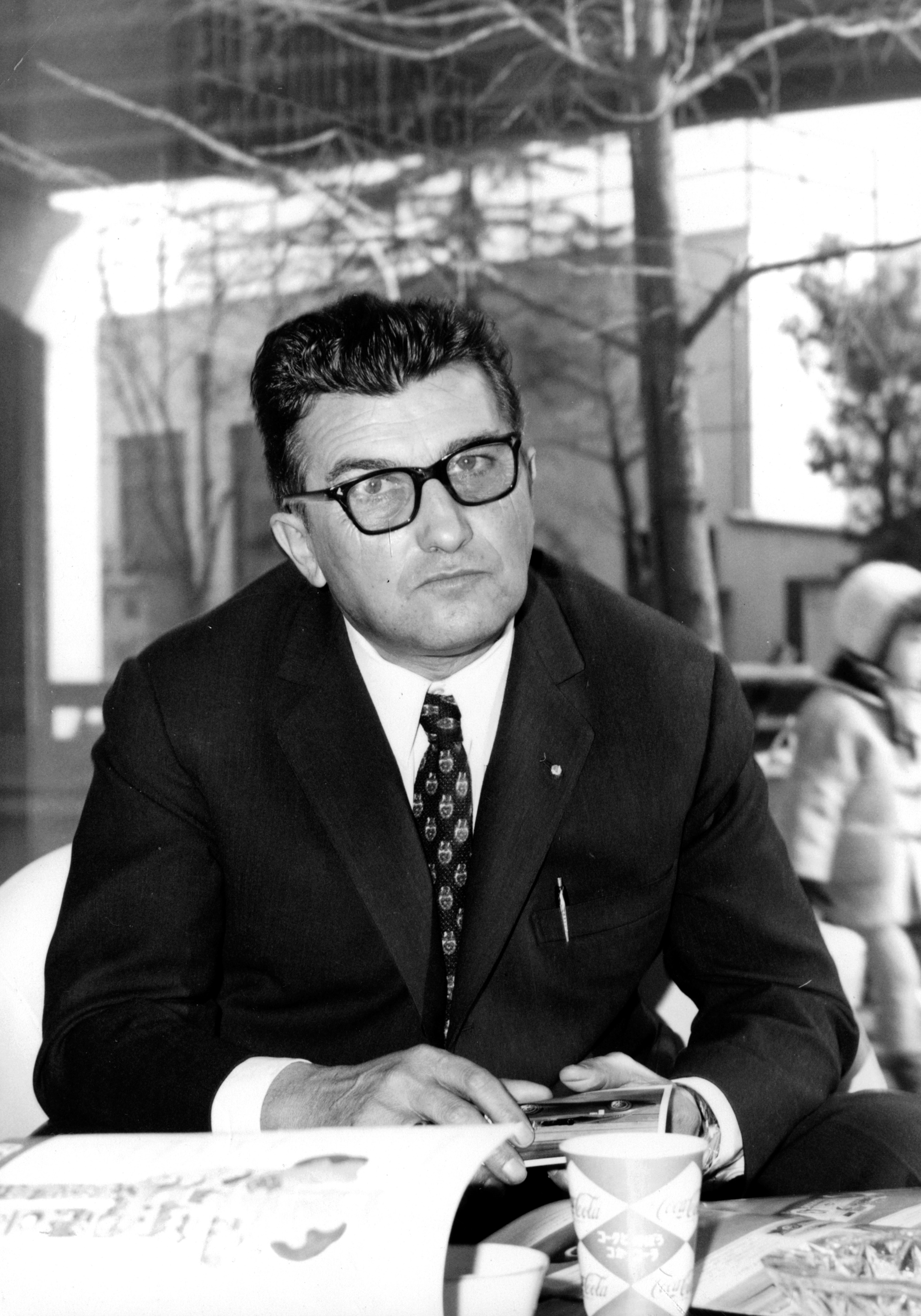
Ferruccio Lamborghini
20 februari

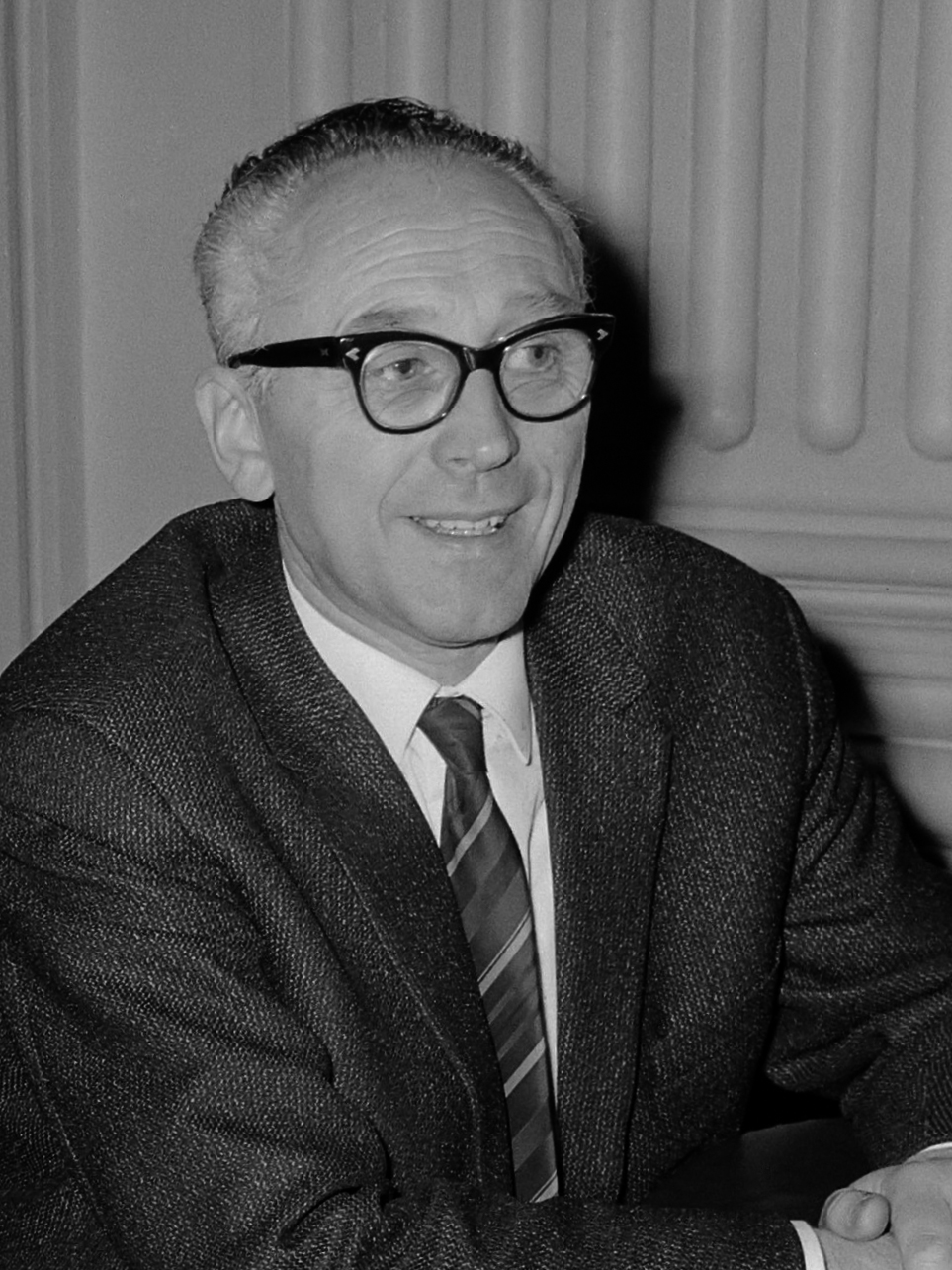
Sjeng Tans
25 februari

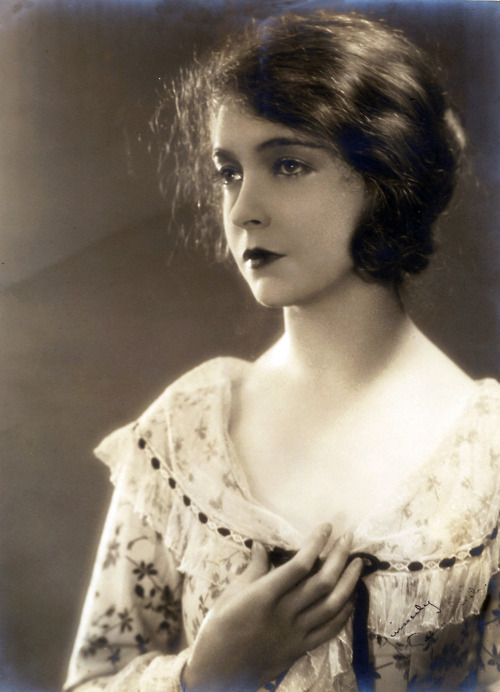
Lillian Gish
27 februari

| 1 | 2 | 3 | 4 | 5 | 6 | 7 | 8 | 9 | 10 | 11 | 12 | 13 | 14 | 15 | 16 | 17 | 18 | 19 | 20 | 21 | 22 | 23 | 24 | 25 | 26 | 27 | 28 |
| - | - | - | - | - | - | - | - | - | -- | -- | -- | -- | -- | -- | -- | -- | -- | -- | -- | -- | -- | -- | -- | -- | -- | -- | -- |

### 1 februari
- Jan Apon (85), Nederlands acteur en schrijver
- Arsène De Prest (75), Belgisch politicus

### 2 februari
- Emilio Bulgarelli (75), Italiaans waterpolospeler
- Michael Klein (33), Roemeens voetballer

### 3 februari
- Greetje Donker (86), Nederlands balletdanseres
- Paul Emery (76), Brits autocoureur
- Karel Goeyvaerts (69), Belgisch componist
- Éliane de Meuse (93), Belgisch kunstschilderes

### 4 februari
- Rick Boesewinkel (61), Nederlands textielkunstenares
- Albert L'Allemand (86), Belgisch politicus

### 5 februari
- Hans Jonas (89), Duits-Amerikaans filosoof
- Joseph L. Mankiewicz (83), Amerikaans filmregisseur

### 6 februari
- Arthur Ashe (49), Amerikaans tennisser
- Ion Negoițescu (71), Roemeens schrijver en dichter

### 7 februari
- Koen van der Gaast (69), Nederlands architect
- Buddy Pepper (70), Amerikaans acteur en songwriter

### 8 februari
- Bram van der Stok (77), Nederlands piloot

### 9 februari
- Georges Dejardin (78), Belgisch politicus

### 10 februari
- Maurice Bourgès-Maunoury (78), Frans politicus
- Gerard Buyl (72), Belgisch wielrenner

### 11 februari
- Robert W. Holley (71), Amerikaans biochemicus

### 13 februari
- Eugène Charpentier (84), Belgisch politicus

### 15 februari
- Marie-Louise Vaessen (64), Nederlands zwemster

### 16 februari
- Wim den Boer (78), Nederlands classicus

### 17 februari
- Hans Baur (95), Duits militair en oorlogsmisdadiger

### 18 februari
- Kerry Von Erich (33), Amerikaans professioneel worstelaar

### 20 februari
- Yvon Baarspul (74), Nederlands dirigent
- Ferruccio Lamborghini (76), Italiaans autofabrikant

### 21 februari
- Cesar Heylen (79), Belgisch politicus
- Inge Lehmann (104), Deens seismologe
- Eddy Tiel (66), Nederlands hockeyer

### 22 februari
- Hein van de Poel (87), Nederlands politicus

### 23 februari
- Mario Pani Darqui (81), Mexicaans architect
- Phillip Terry (83), Amerikaans acteur
- Robert Triffin (81), Belgisch econoom

### 24 februari
- Edgar Boonen (80), Belgisch advocaat
- Jan Kok (67), Nederlands burgemeester
- Bobby Moore (51), Engels voetballer
- Gene Porter (82), Amerikaanse jazzsaxofonist en -klarinettist

### 25 februari
- Eddie Constantine (75), Amerikaans zanger
- Eren Özker (44), Turks poppenspeler
- Sjeng Tans (81), Nederlands politicus

### 27 februari
- Lillian Gish (99), Amerikaans actrice

### 28 februari
- Ruby Keeler (82), Amerikaans actrice

## Maart

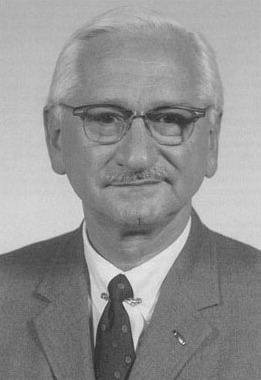
Albert Sabin
3 maart

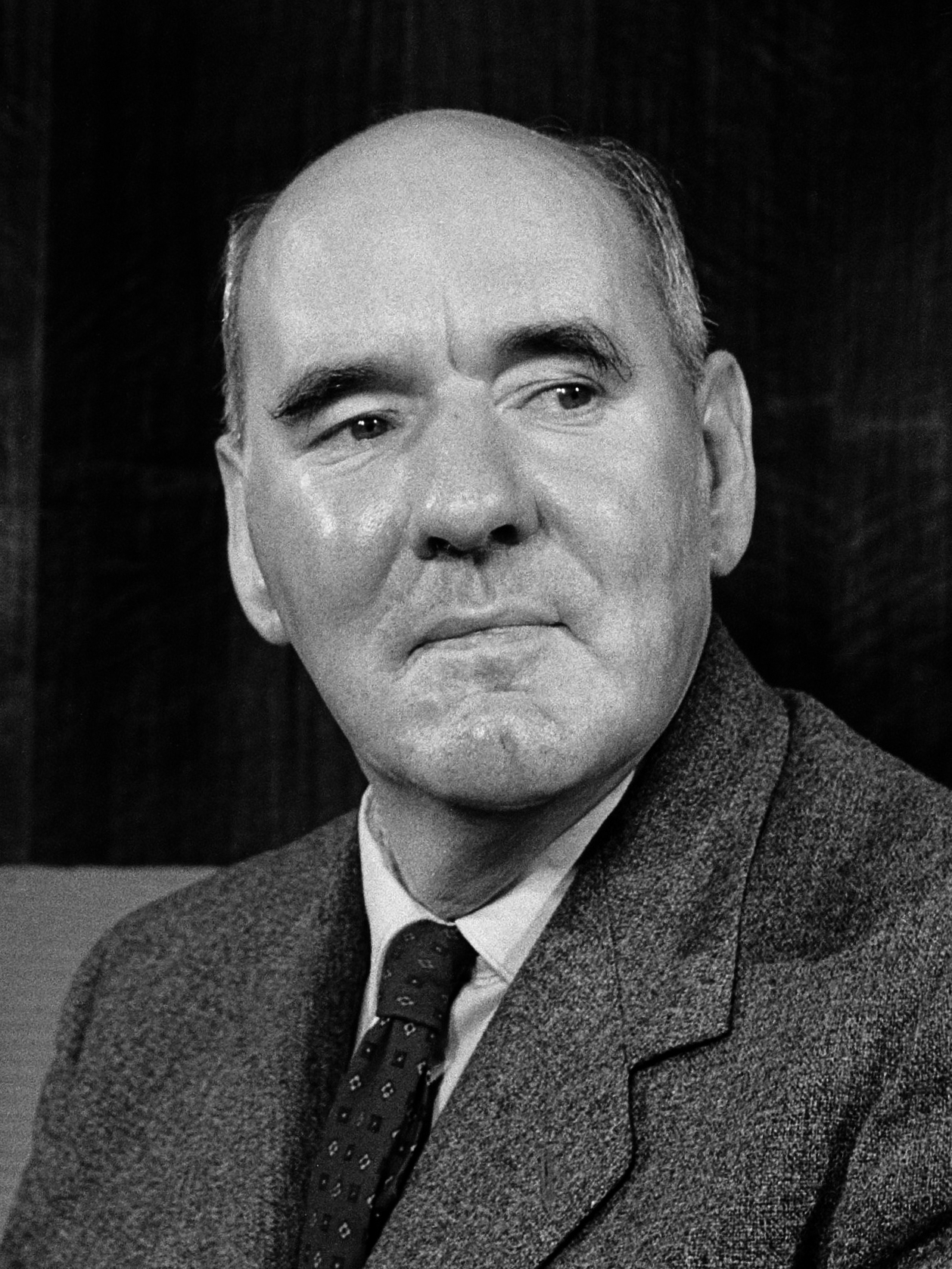
Cyril Northcote Parkinson
9 maart

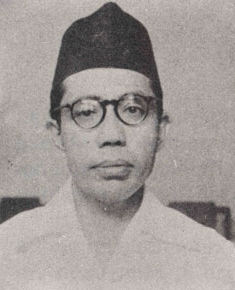
Muhammad Natsir
14 maart

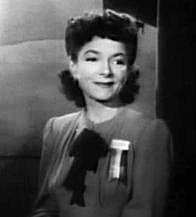
Helen Hayes
17 maart

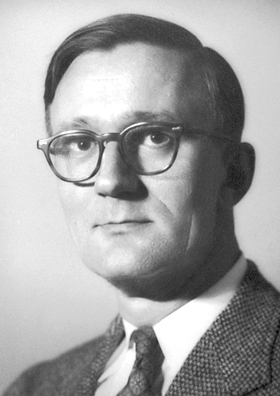
Polykarp Kusch
20 maart

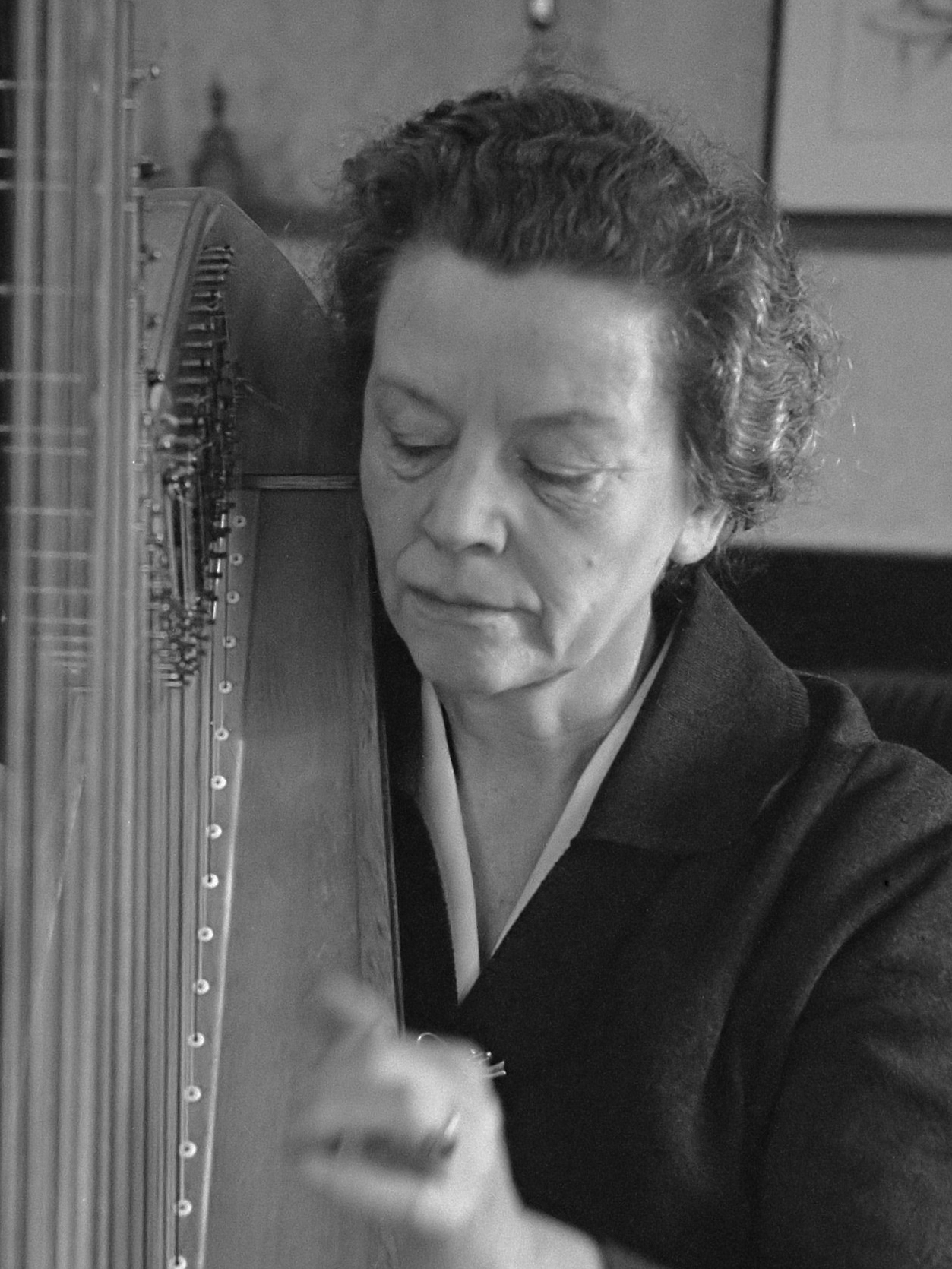
Phia Berkhout
22 maart

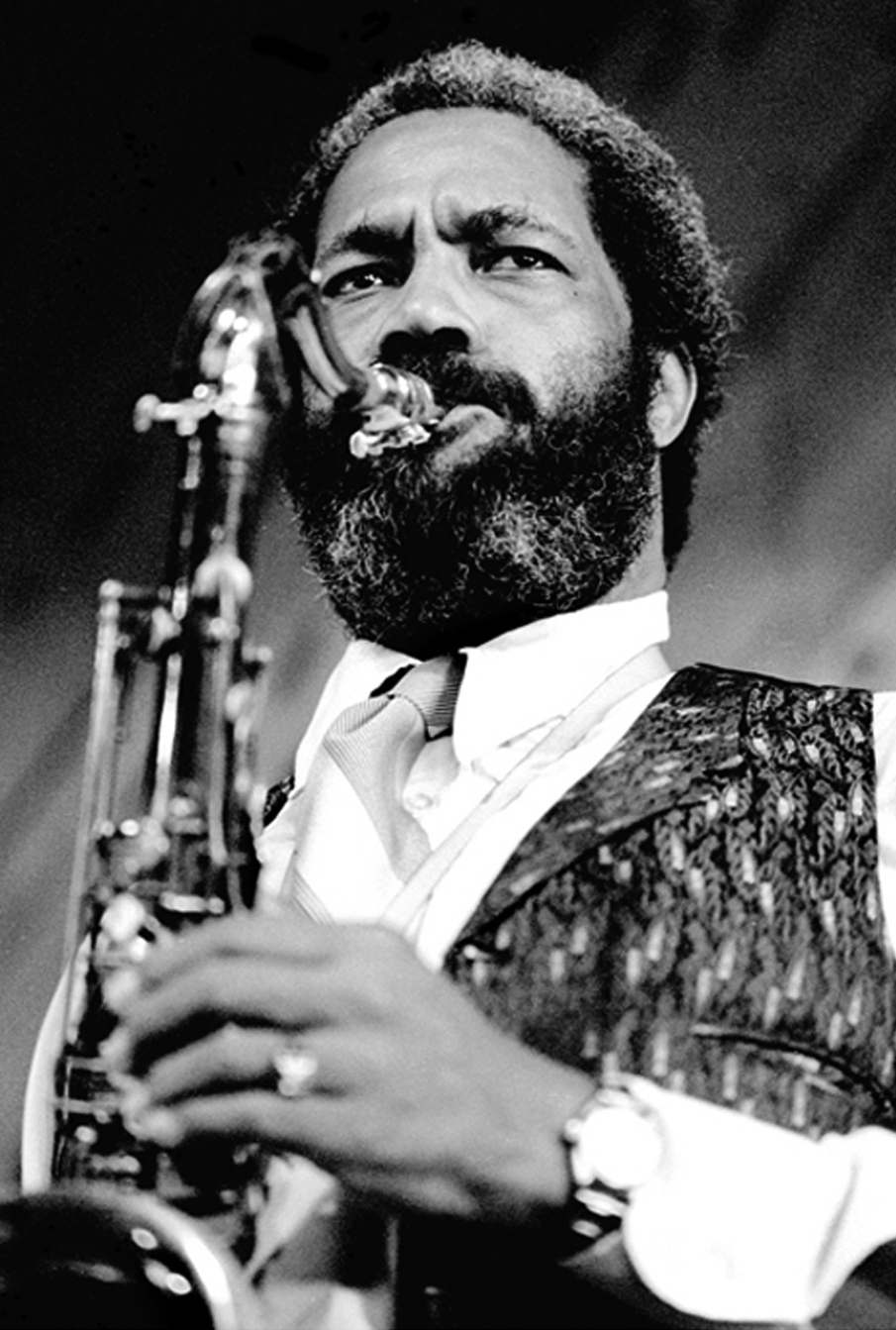
Clifford Jordan
27 maart

| 1 | 2 | 3 | 4 | 5 | 6 | 7 | 8 | 9 | 10 | 11 | 12 | 13 | 14 | 15 | 16 | 17 | 18 | 19 | 20 | 21 | 22 | 23 | 24 | 25 | 26 | 27 | 28 | 29 | 30 | 31 |
| - | - | - | - | - | - | - | - | - | -- | -- | -- | -- | -- | -- | -- | -- | -- | -- | -- | -- | -- | -- | -- | -- | -- | -- | -- | -- | -- | -- |

### 1 maart
- Jan Reinier Voûte (84), Nederlands politicus

### 2 maart
- Hans Hilfiker (91), Zwitsers ontwerper

### 3 maart
- Albert Sabin (86), Amerikaans medicus

### 4 maart
- Art Hodes (88), Amerikaans jazzpianist
- Izaak Maurits Kolthoff (99), Nederlands scheikundige

### 5 maart
- Cyril Collard (35), Frans schrijver, regisseur en acteur

### 6 maart
- Mense Ruiter (84), Nederlands orgelbouwer

### 8 maart
- Don Barksdale (69), Amerikaans basketballer
- Johan Bodegraven (78), Nederlands radiopresentator
- Rense Vis (88), Nederlands voetballer

### 9 maart
- Cyril Northcote Parkinson (83), Britse marine-historicus en auteur
- Max August Zorn (86), Duits-Amerikaans wiskundige
- Edwin Vásquez (70), Peruviaans sportschutter

### 11 maart
- Dino Bravo (43), Canadees professioneel worstelaar

### 12 maart
- André Bruggeman (62), Nederlands burgemeester

### 13 maart
- Gene Hartley (67), Amerikaans autocoureur

### 14 maart
- Thore Enochsson (84), Zweeds atleet
- Emile Lacroix (72), Belgisch politicus
- Muhammad Natsir (84), Indonesisch politicus

### 16 maart
- Andries Dhoeve (84), Belgisch journalist en dichter
- Odiel Van Den Meersschaut (73), Belgisch wielrenner

### 17 maart
- Helen Hayes (92), Amerikaans actrice
- Charlotte Hughes (115), oudste persoon in het Verenigd Koninkrijk

### 18 maart
- Kenneth E. Boulding (83), Brits econoom
- Leo Martin (68), Belgisch komiek

### 19 maart
- Koenraad Reichgelt (93), Nederlands geestelijke
- Bart Tammeling (59), Nederlands journalist
- Karel van der Velden (72), Nederlands musicus

### 20 maart
- Polykarp Kusch (82), Duits-Amerikaans natuurkundige

### 21 maart
- Sebastiano Baggio (79), Italiaans kardinaal
- Akio Kaminaga (56), Japans judoka

### 22 maart
- Phia Berkhout (83), Nederlands harpiste
- Maria Vlamijnck (75), Belgisch schrijster

### 23 maart
- Erik Andriesse (35), Nederlands kunstschilder
- Cees Heuff (59), Nederlands kunstschilder
- Hans Werner Richter (84), Duits schrijver

### 24 maart
- Peter Roovers (90), Nederlands beeldhouwer

### 25 maart
- Henry Huff (42), Amerikaans jazzmusicus

### 26 maart
- Reuben Fine (78), Amerikaans schaker

### 27 maart
- Charles Anderson (78), Amerikaans ruiter
- Clifford Jordan (61), Amerikaans jazzsaxofonist en -fluitist
- Kate Reid (62), Canadees actrice
- Willem Russell (75), Nederlands politicus

### 28 maart
- Per Sonerud (77), Noors politicus

### 30 maart
- Andrée Joly (91), Frans kunstschaatsster
- Willy Ostyn (79), Belgisch componist

### 31 maart
- Ramon Aquino (75), Filipijns rechter
- Brandon Lee (28), Amerikaans vechtsportacteur
- Henk Roels (67), Nederlands politicus
- Ben Ubbink (71), Nederlands verzetsstrijder en militair

## April

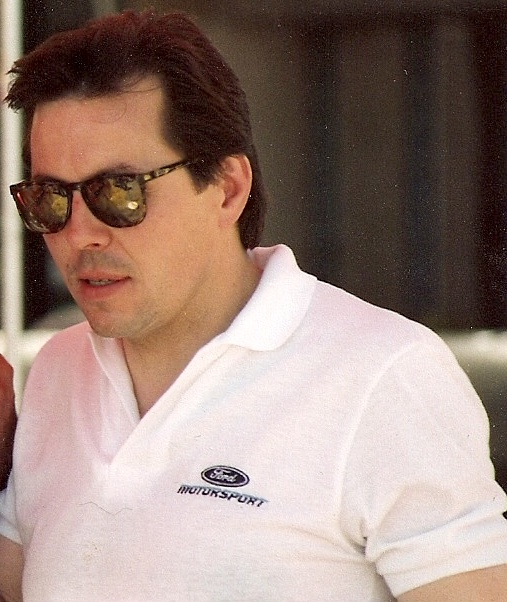
Alan Kulwicki
1 april

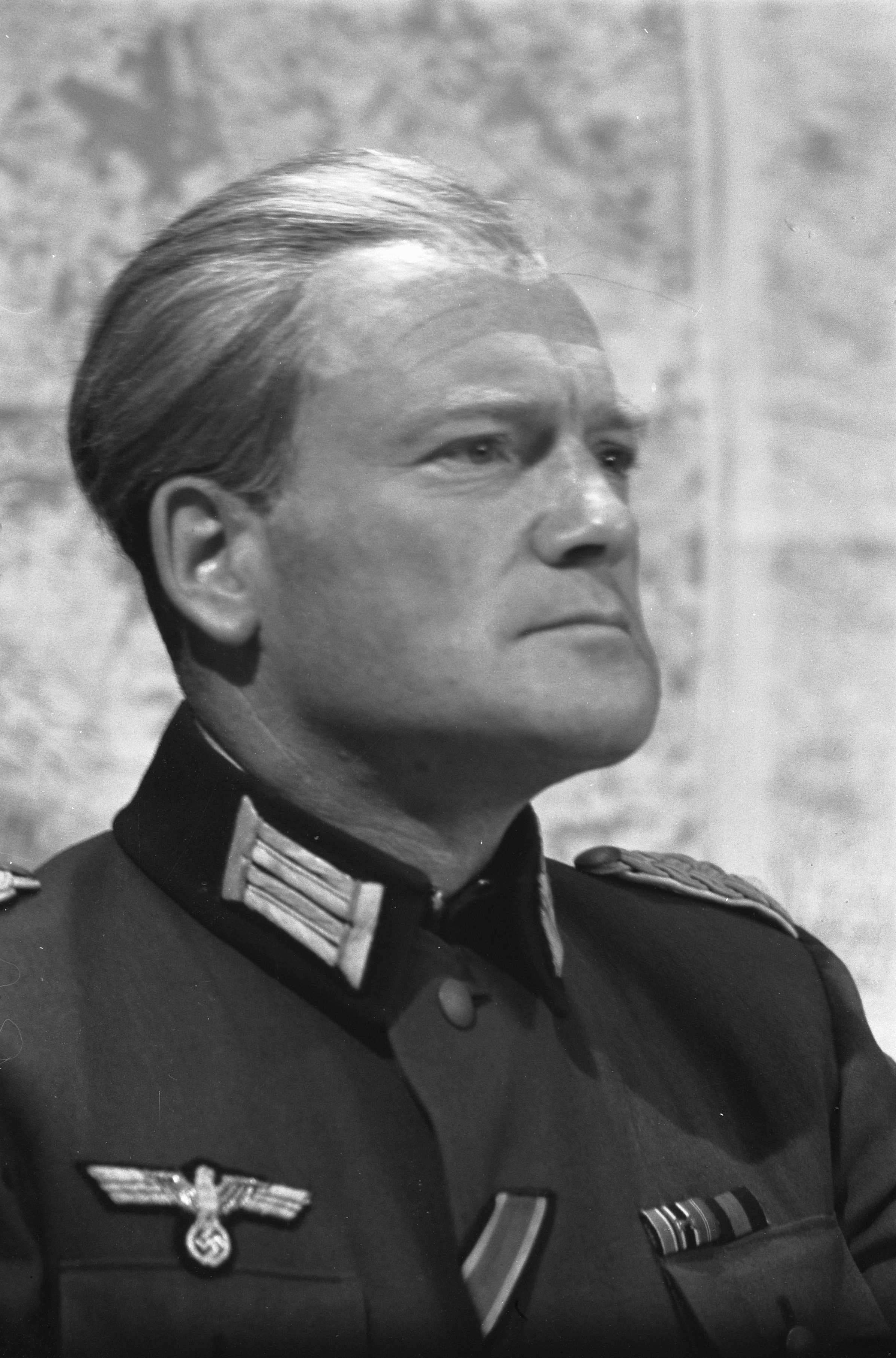
Max Croiset
7 april

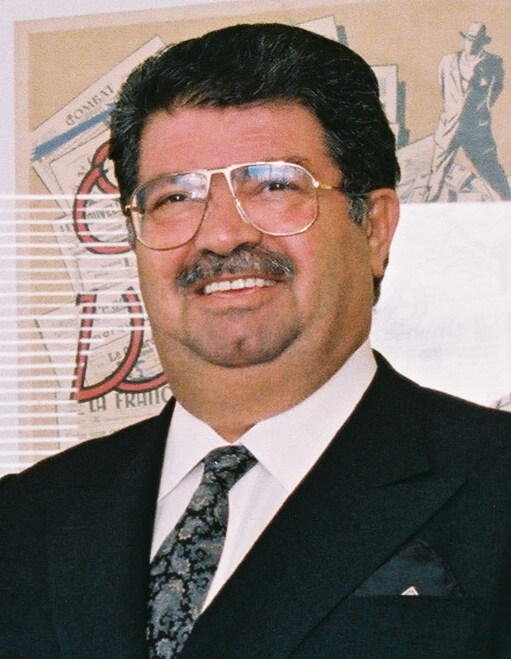
Turgut Özal
17 april

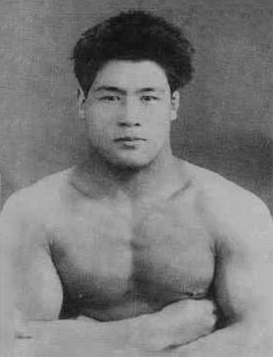
Masahiko Kimura
18 april

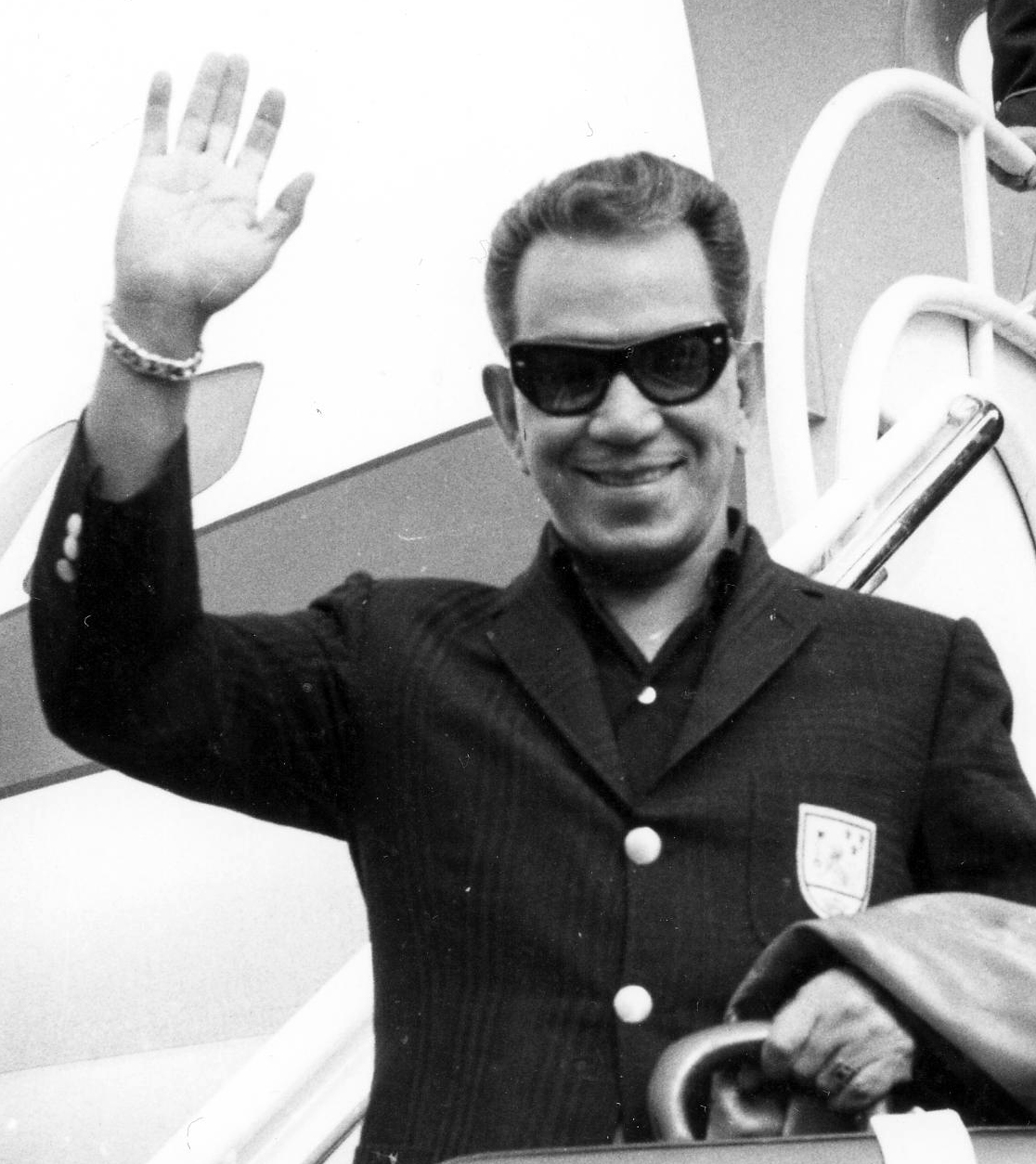
Cantinflas
20 april

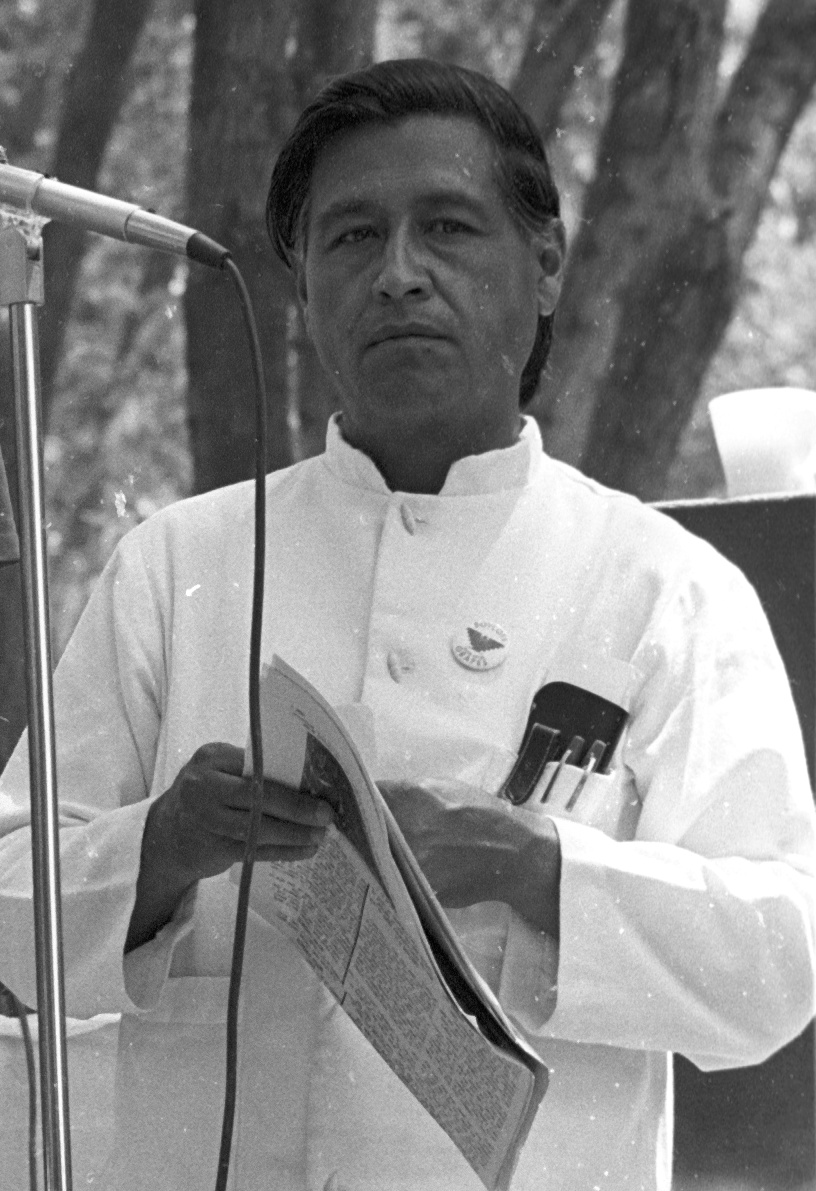
César Chávez
23 april

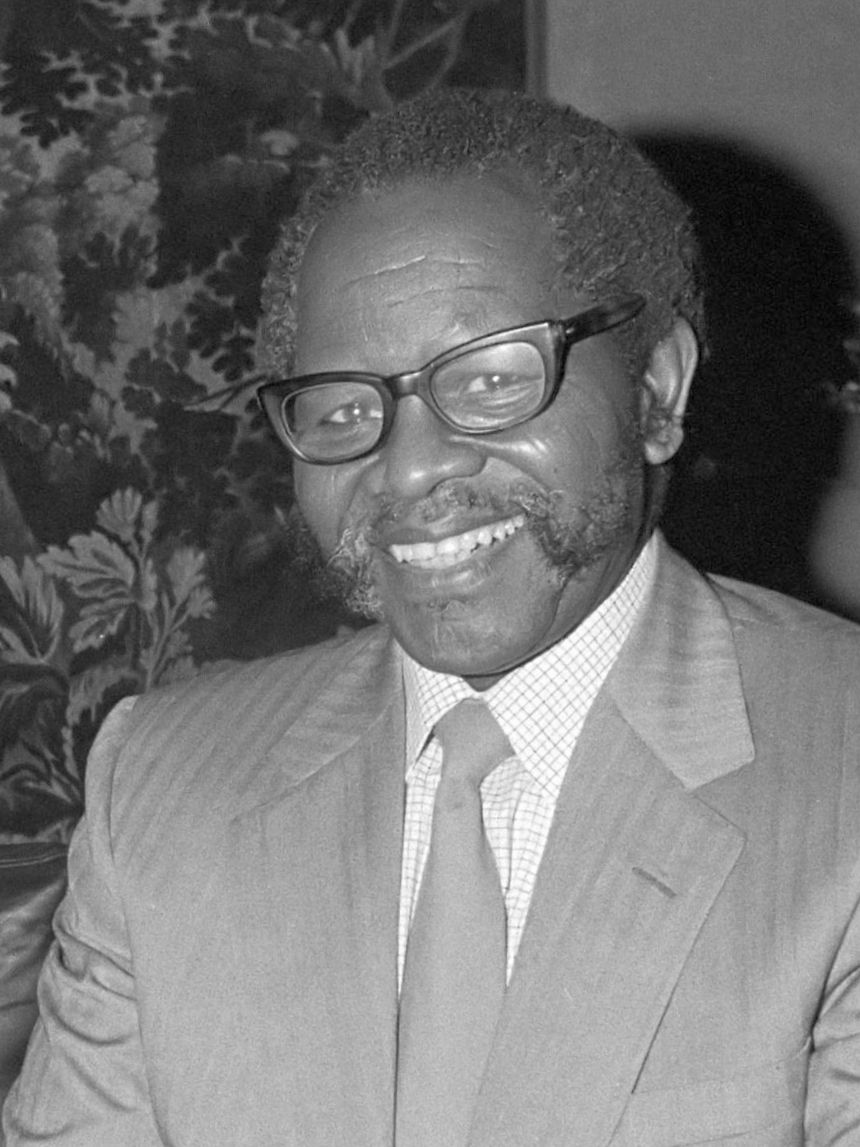
Oliver Tambo
24 april

| 1 | 2 | 3 | 4 | 5 | 6 | 7 | 8 | 9 | 10 | 11 | 12 | 13 | 14 | 15 | 16 | 17 | 18 | 19 | 20 | 21 | 22 | 23 | 24 | 25 | 26 | 27 | 28 | 29 | 30 |
| - | - | - | - | - | - | - | - | - | -- | -- | -- | -- | -- | -- | -- | -- | -- | -- | -- | -- | -- | -- | -- | -- | -- | -- | -- | -- | -- |

### 1 april
- Juan de Borbón (79), Spaans prins en troonpretendent
- Andrée Brunin (56), Frans schrijfster en dichteres
- Alan Kulwicki (38), Amerikaans autocoureur
- Cor van de Rakt (66), Nederlands politicus

### 2 april
- Lucien Outers (68), Belgisch politicus

### 3 april
- Klaas Schenk (86), Nederlands schaatscoach

### 4 april
- Alfred Mosher Butts (93), Amerikaans spelletjesontwerper

### 5 april
- Divya Bharti (19), Indiaas actrice
- Hub Jongen (80), Nederlands burgemeester

### 6 april
- Viktor Rudi Avbelj (79), Sloveens politicus
- Georges van Evdokia (63), Oosters-orthodox aartsbisschop
- Frans Slaats (80), Nederlands wielrenner

### 7 april
- Max Croiset (80), Nederlands acteur, regisseur en toneelschrijver
- Waldo van Suchtelen (75), Nederlands fotograaf
- Sjouke Westra (86), Nederlands langeafstandsschaatser

### 9 april
- Jan Bruggeman (66), Nederlands politicus
- Lindalva Justo de Oliveira (39), Braziliaans geestelijke

### 10 april
- Donald Broadbent (66), Brits psycholoog
- Hervé Brouhon (68), Belgisch politicus
- Chris Hani (50), Zuid-Afrikaans politiek activist
- Jaap van der Heiden (47), Nederlands crimineel

### 11 april
- Rahmon Nabiyev (62), president van Tadzjikistan

### 12 april
- Zenon Komender (68), Pools politicus

### 13 april
- Wallace Stegner (84), Amerikaans schrijver
- Max Tripels (72), Nederlands politicus

### 14 april
- Jo Boer (85), Nederlands schrijfster

### 15 april
- Leslie Charteris (85), Brits-Amerikaanse schrijver
- Lucette Descaves (87), Frans pianiste
- Tuzo Wilson (84), Canadees geofysicus

### 16 april
- Pascal de Duve (29), Belgisch schrijver
- Jan Meefout (77), Nederlands beeldhouwer

### 17 april
- Mario Maccaferri (92), Italiaans gitaarontwerper
- Turgut Özal (65), president van Turkije

### 18 april
- Elisabeth Frink (62), Brits beeldhouwster
- Masahiko Kimura (75), Japans judoka

### 19 april
- Blas Galindo (83), Mexicaans componist
- David Koresh (33), Amerikaans sekteleider

### 20 april
- Cantinflas (81), Mexicaanse komiek en acteur

### 22 april
- Bertus Aafjes (78), Nederlands schrijver
- Andries Treurnicht (72), Zuid-Afrikaans dominee en politicus

### 23 april
- Jan de Baan (63), Nederlands historicus
- César Chávez (65), Mexicaans-Amerikaans activist en vakbondsleider
- Jules Daem (90), Belgisch bisschop
- Daniel Jones (80), Brits componist

### 24 april
- Oliver Tambo (75), Zuid-Afrikaans politicus

### 25 april
- Henri René (86), Amerikaans orkestleider en arrangeur

### 26 april
- Berthe Edersheim (91), Nederlands kunstschilder

### 27 april
- Godfrey Chitalu (45), Zambiaans voetballer en voetbalcoach

### 28 april
- Efford Chabala (33), Zambiaans voetballer

### 29 april
- Mick Ronson (46), Brits gitarist en muziekproducent

## Mei

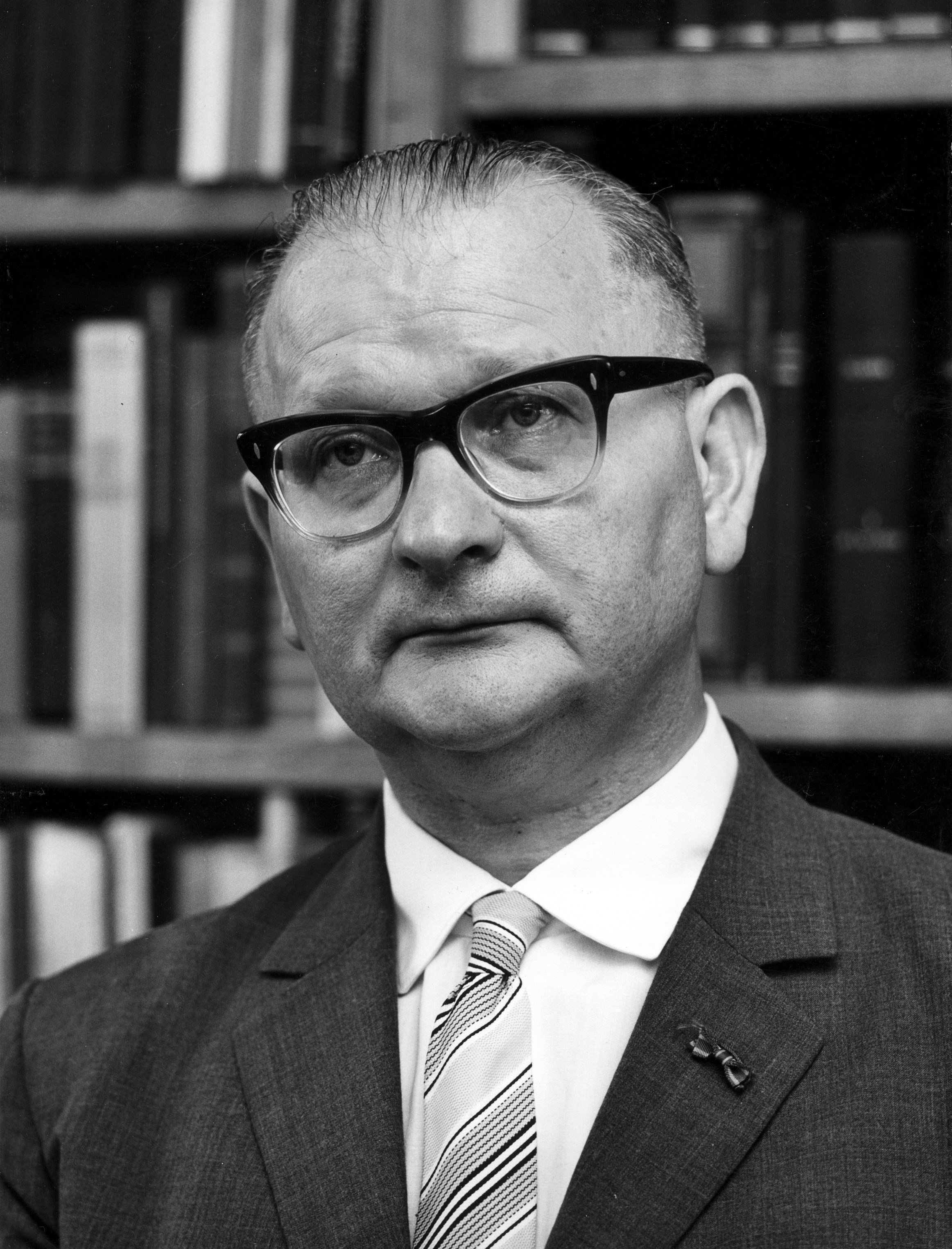
Wim de Kort
2 mei

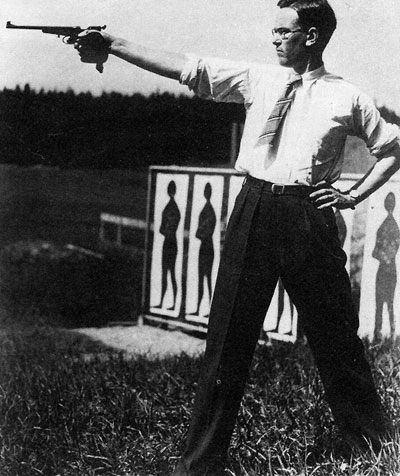
Torsten Ullman
11 mei

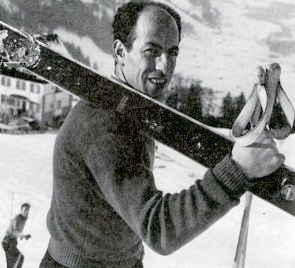
Zeno Colò
12 mei

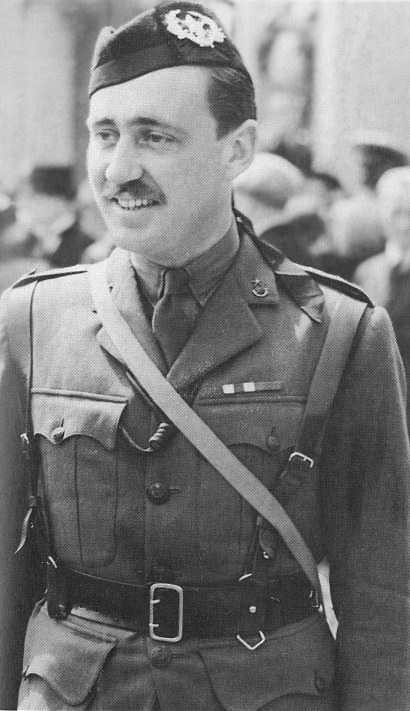
John Dutton Frost
21 mei

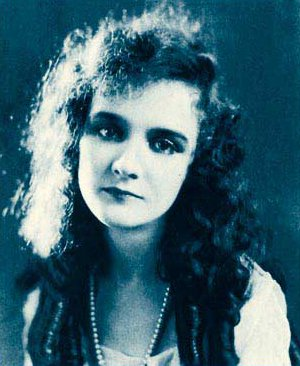
Mary Philbin
27 mei

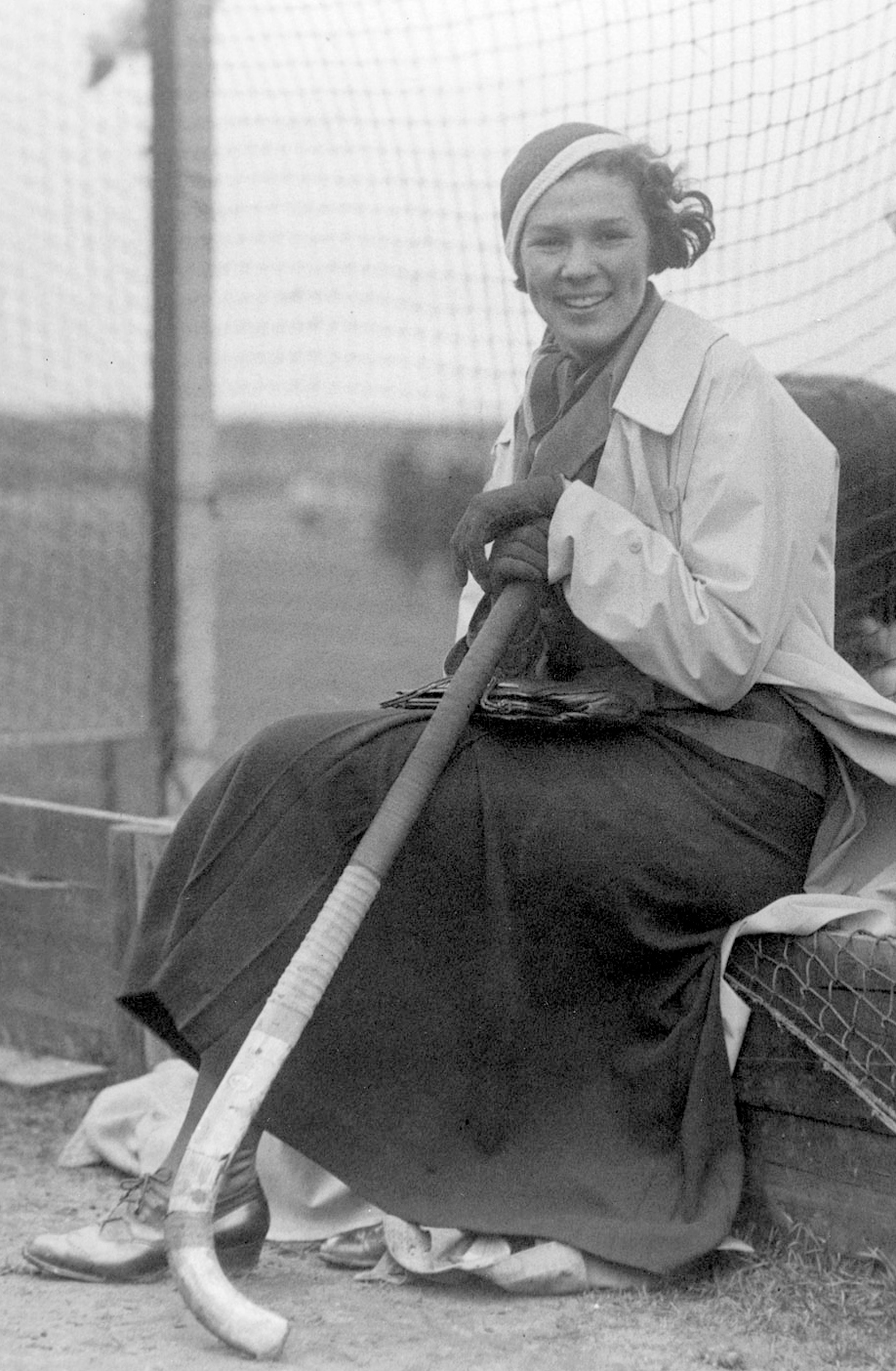
Lien Gisolf
30 mei

| 1 | 2 | 3 | 4 | 5 | 6 | 7 | 8 | 9 | 10 | 11 | 12 | 13 | 14 | 15 | 16 | 17 | 18 | 19 | 20 | 21 | 22 | 23 | 24 | 25 | 26 | 27 | 28 | 29 | 30 | 31 |
| - | - | - | - | - | - | - | - | - | -- | -- | -- | -- | -- | -- | -- | -- | -- | -- | -- | -- | -- | -- | -- | -- | -- | -- | -- | -- | -- | -- |

### 1 mei
- Pierre Bérégovoy (67), Frans politicus

### 2 mei
- Eddie Hertzberger (88), Nederlands autocoureur en ondernemer
- Bernard Holtrop (50), Nederlands burgemeester
- Wim de Kort (83), Nederlands politicus
- Karl-Friedrich Merten (87), Duits onderzeebootkapitein

### 4 mei
- Willem Polak (77), Nederlands collaborateur

### 6 mei
- Ann Todd (84), Brits actrice

### 7 mei
- Duane Carter (80), Amerikaans autocoureur
- Valeriano López (67), Peruaans voetballer
- Lilo Pempeit (70), Duits actrice
- Hap Sharp (65), Amerikaans autocoureur

### 9 mei
- Avram Davidson (70), Amerikaans schrijver
- Caroline Henriette MacGillavry (89), Nederlands scheikundige
- Iván Patachich (70), Hongaars componist
- Freya Stark (100), Brits reisboekenschrijfster

### 10 mei
- Lester del Rey (78), Amerikaans schrijver

### 11 mei
- Rémi Blanchard (34), Frans kunstschilder
- Torsten Ullman (84), Zweeds schutter

### 12 mei
- Zeno Colò (72), Italiaans alpineskiër
- Evert Dolman (47), Nederlands wielrenner

### 14 mei
- Patrick Haemers (40), Belgisch crimineel

### 17 mei
- Harry Elstrøm (86), Belgisch beeldhouwer

### 18 mei
- Lode Gall (81), Nederlands geestelijke

### 19 mei
- Jan Bruno de Langen (72), Nederlands militair

### 21 mei
- John Dutton Frost (80), Brits generaal

### 22 mei
- Alfred Vaucher (106), Frans theoloog

### 23 mei
- Lambertus Hendrik de Langen (93), Nederlands bedrijfsingenieur

### 24 mei
- Juan Jesús Posadas Ocampo (66), Mexicaans aartsbisschop

### 25 mei
- Buddhadasa (86), boeddhistische monnik en leraar
- Laura Conti (72), Italiaans arts, politica en schrijfster
- Rudolf Eckstein (78), Duits roeier
- Flip Regout (77), Nederlands roeier
- Horia Sima (86), Roemeens politicus

### 26 mei
- John Henri uit den Bogaard (81), Nederlands schrijver
- Cor de Groot (79), Nederlands componist, dirigent en pianist
- Fernando Lopez (89), Filipijns politicus

### 27 mei
- Willem Assmann (85), Nederlands journalist en politicus
- Mary Philbin (89), Amerikaans actrice

### 28 mei
- Duncan Browne (46), Engels singer-songwriter

### 30 mei
- Lien Gisolf (82), Nederlands atlete
- Henry Heerup (85), Deens  kunstschilder
- Sun Ra (79), Amerikaans jazzcomponist en -musicus
- Melvin Spencer Newman (84), Amerikaans chemicus

## Juni

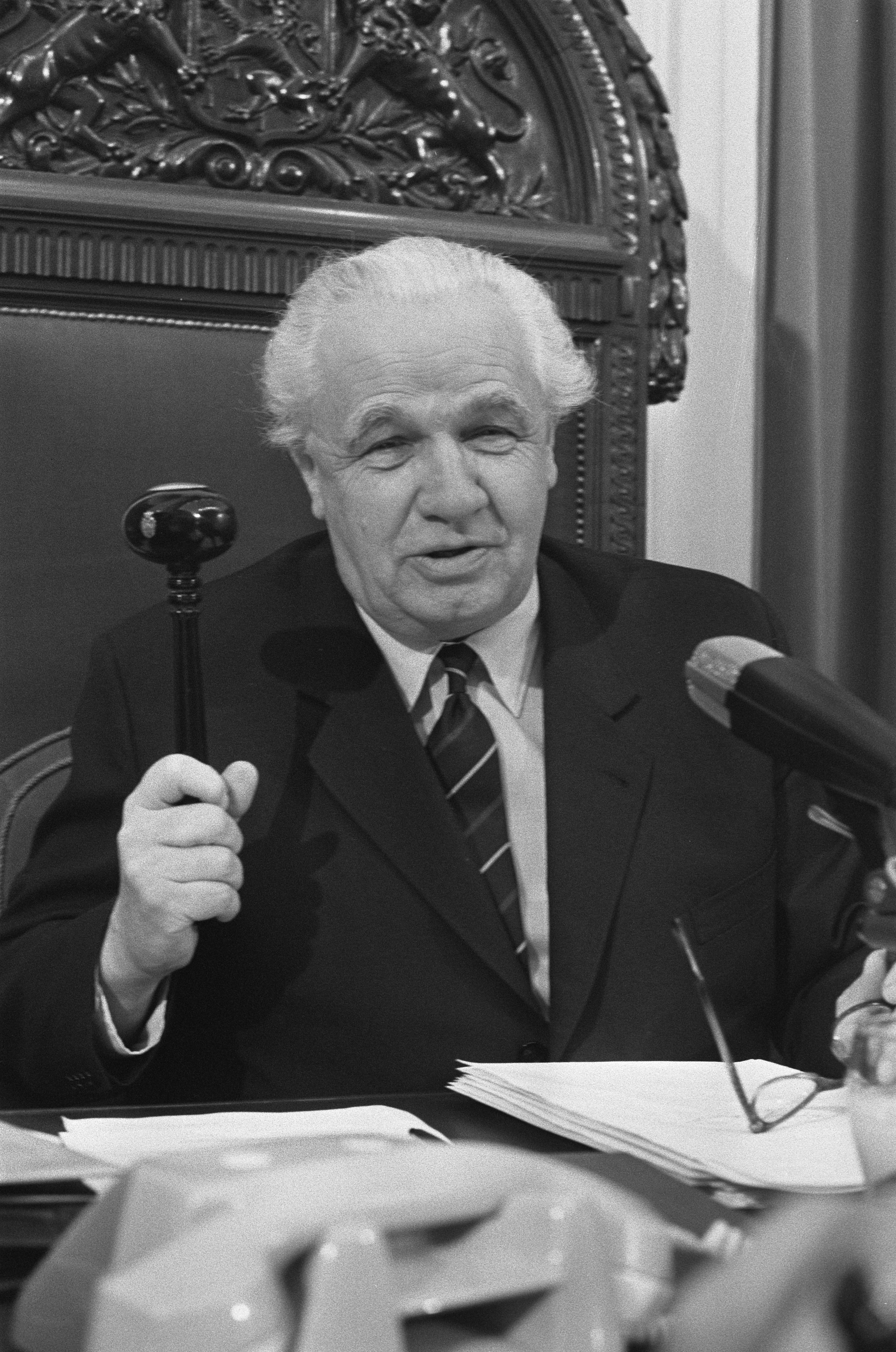
Frans-Jozef van Thiel
1 juni

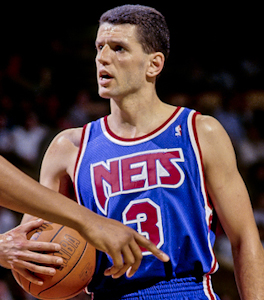
Dražen Petrović
7 juni

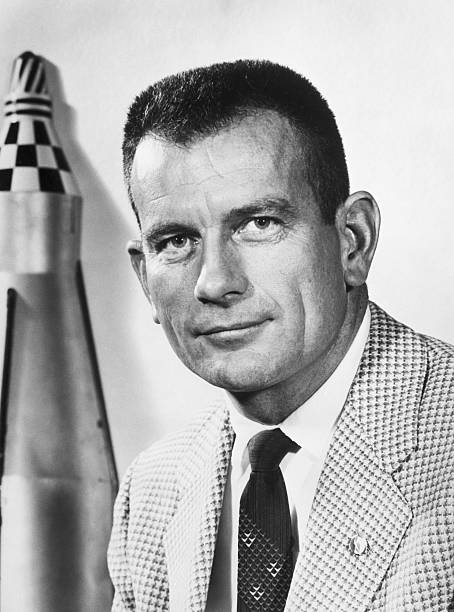
Donald Slayton
13 juni

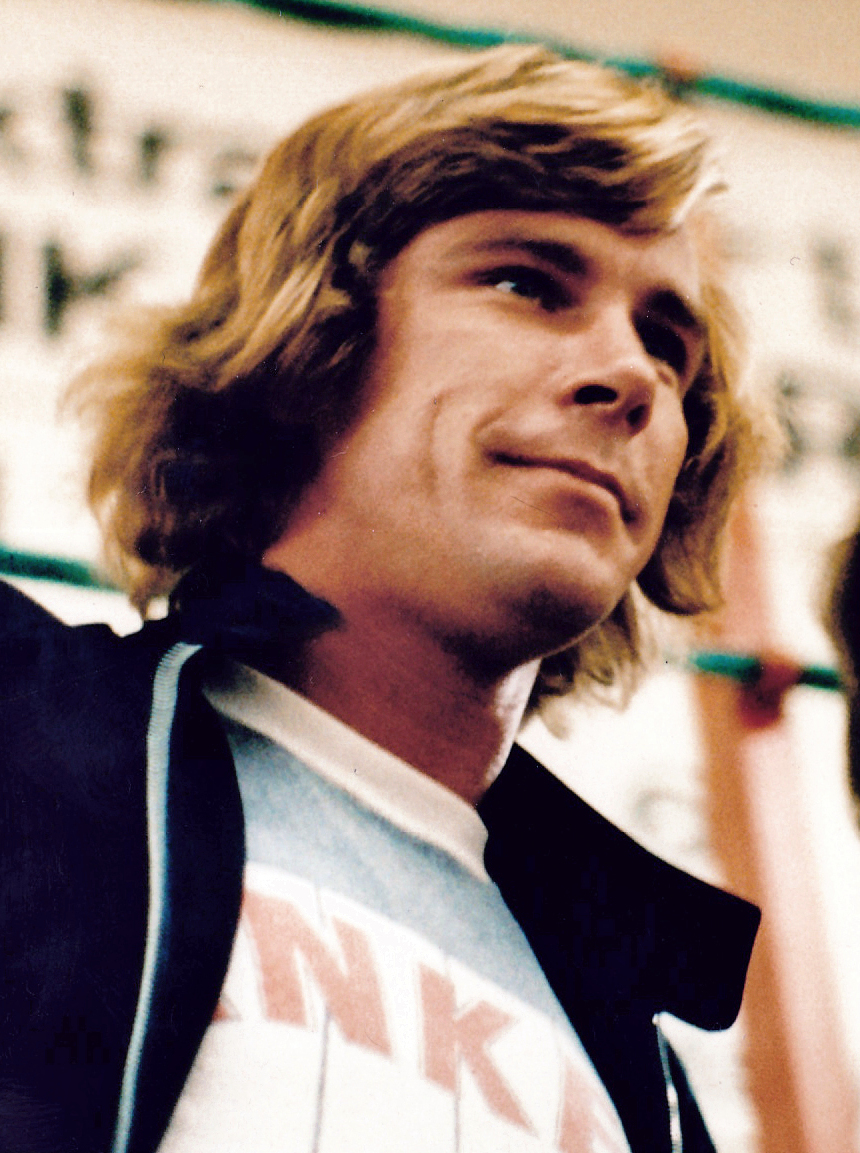
James Hunt
15 juni

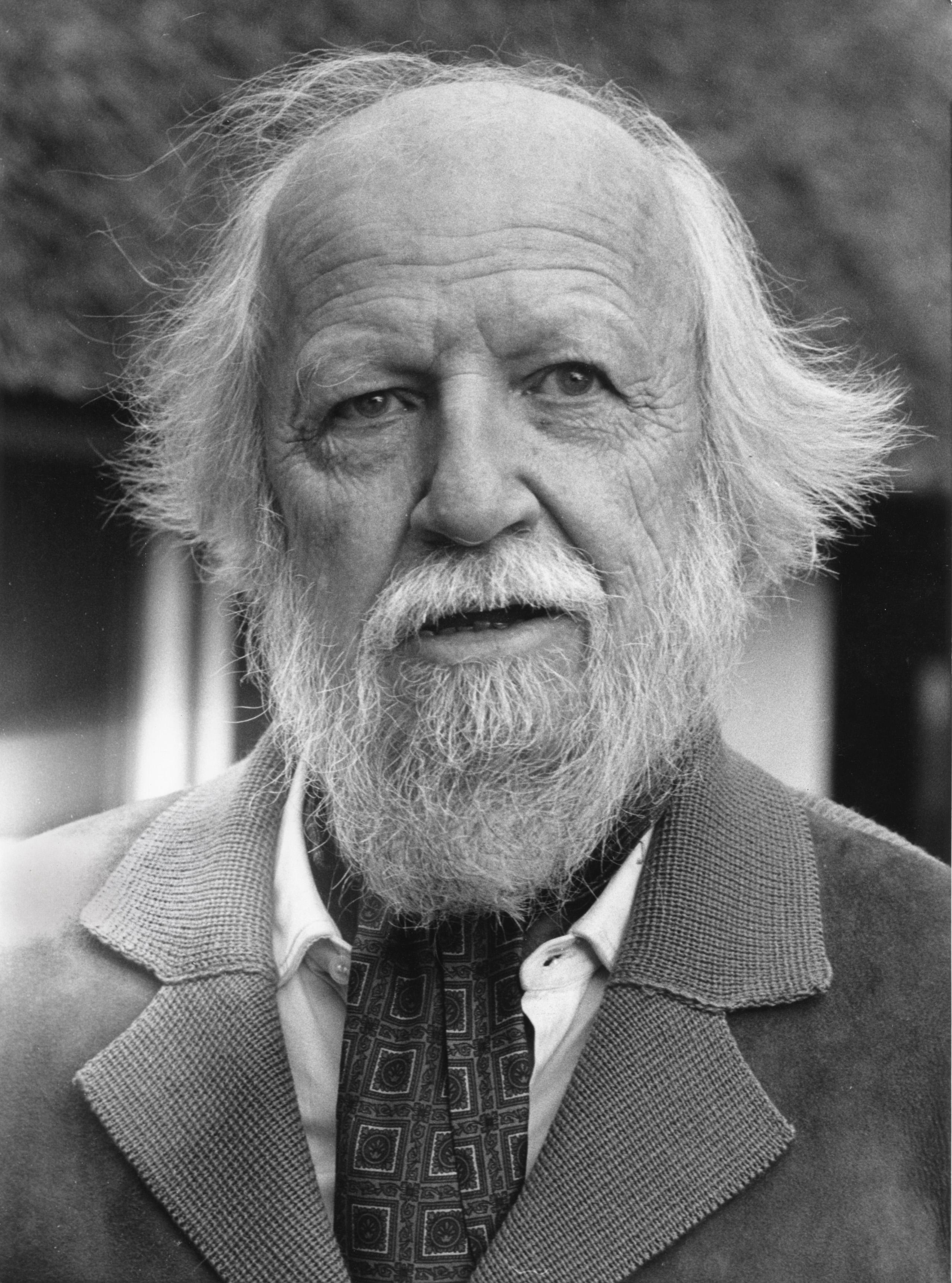
William Golding
19 juni

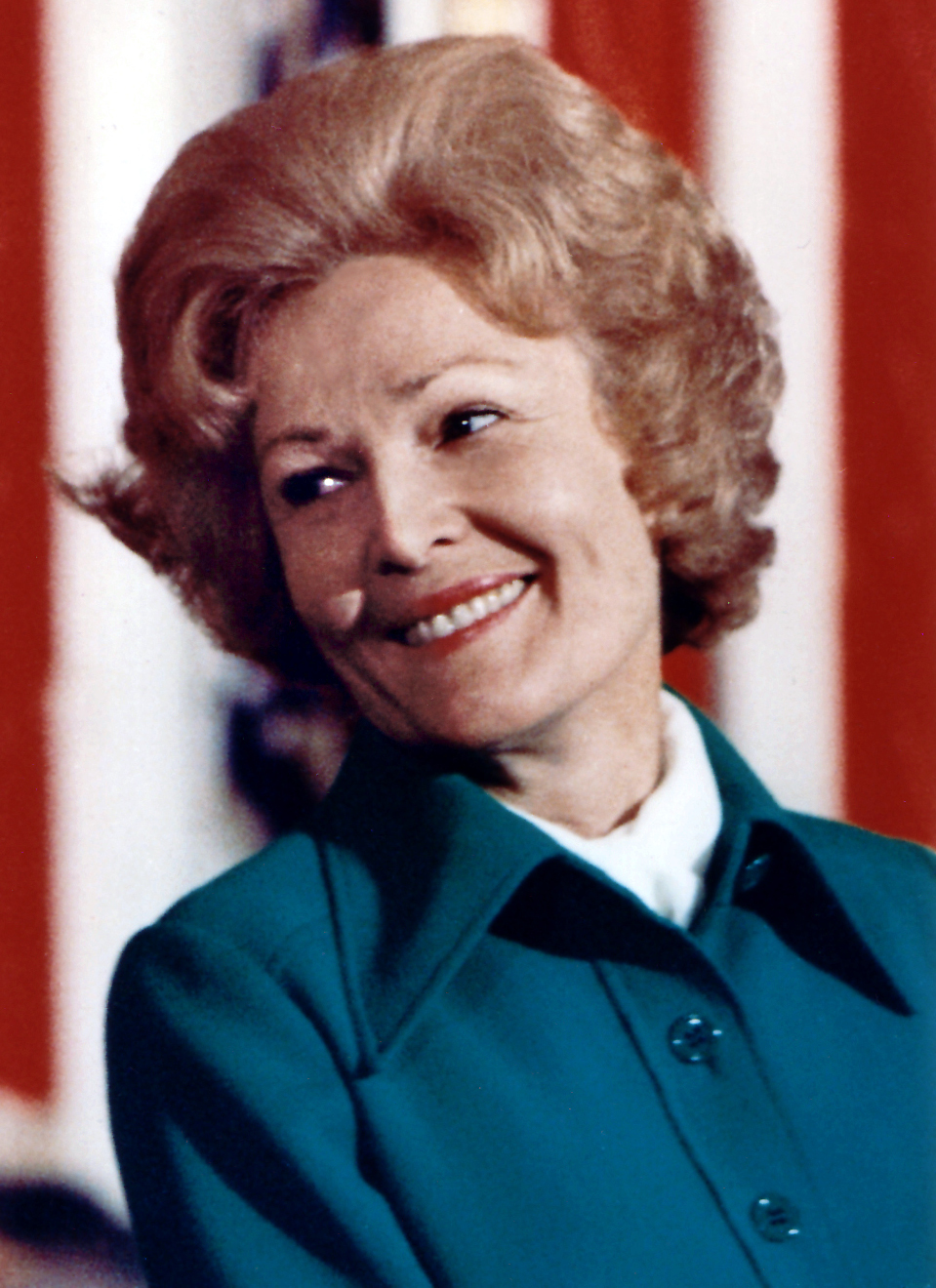
Pat Nixon
22 juni

| 1 | 2 | 3 | 4 | 5 | 6 | 7 | 8 | 9 | 10 | 11 | 12 | 13 | 14 | 15 | 16 | 17 | 18 | 19 | 20 | 21 | 22 | 23 | 24 | 25 | 26 | 27 | 28 | 29 | 30 |
| - | - | - | - | - | - | - | - | - | -- | -- | -- | -- | -- | -- | -- | -- | -- | -- | -- | -- | -- | -- | -- | -- | -- | -- | -- | -- | -- |

### 2 juni
- Tahar Djaout (39), Algerijns schrijver, dichter en journalist
- Frans-Jozef van Thiel (86), Nederlands politicus

### 5 juni
- Dupree Bolton (64), Amerikaans jazzmusicus
- Conway Twitty (59), Amerikaans countryzanger

### 6 juni
- Peter Tazelaar (73), Nederlands verzetsstrijder

### 7 juni
- Dražen Petrović (28), Kroatisch basketbalspeler

### 8 juni
- René Bousquet (84), Frans verdachte van oorlogsmisdaden

### 9 juni
- Alexis Smith (72), Amerikaans actrice

### 10 juni
- Arleen Augér (53), Amerikaans sopraan

### 11 juni
- Ray Sharkey (40), Amerikaans acteur

### 12 juni
- Kees Rietema (71), Nederlands natuurkundige

### 13 juni
- Gérard Côté (79), Canadees atleet
- Wybrand Schuitemaker (75), Nederlands politicus
- Donald Slayton (69), Amerikaans astronaut

### 15 juni
- John Connally (76), Amerikaans politicus
- James Hunt (45), Brits autocoureur

### 16 juni
- Aldo Bini (77), Italiaans wielrenner

### 18 juni
- Eva Arndt (73), Deens zwemster
- Jean Cau (67), Frans schrijver
- Narciso Perales (79), Spaans politicus
- Ym van der Werff (75), Nederlands politicus

### 19 juni
- Helmut Fath (64), Duits motorcoureur
- William Golding (81), Brits schrijver
- Constant Lambrecht (77), Belgisch kunstschilder

### 20 juni
- Mathieu Janssen (86), Nederlands dirigent

### 22 juni
- Pat Nixon (81), Amerikaans presidentsvrouw

### 23 juni
- Oswaldo Riberto (59), Braziliaans voetballer

### 25 juni
- Rich Matteson (64), Amerikaans musicus

### 26 juni
- Willy van Hemert (81), Nederlands regisseur
- Bernardus Struben (85), Nederlands burgemeester

### 28 juni
- Frans Breukelman (76), Nederlands theoloog
- Boris Christoff (74), Italiaans-Bulgaars operazanger
- Adriaan de Vooys (86), Nederlands sociaal geograaf en bestuurder

### 29 juni
- Jozef Robijns (72), Belgisch muziekpedagoog

### 30 juni
- Aladena Fratianno (78), Italiaans-Amerikaans crimineel
- George McFarland (64), Amerikaans acteur

## Juli

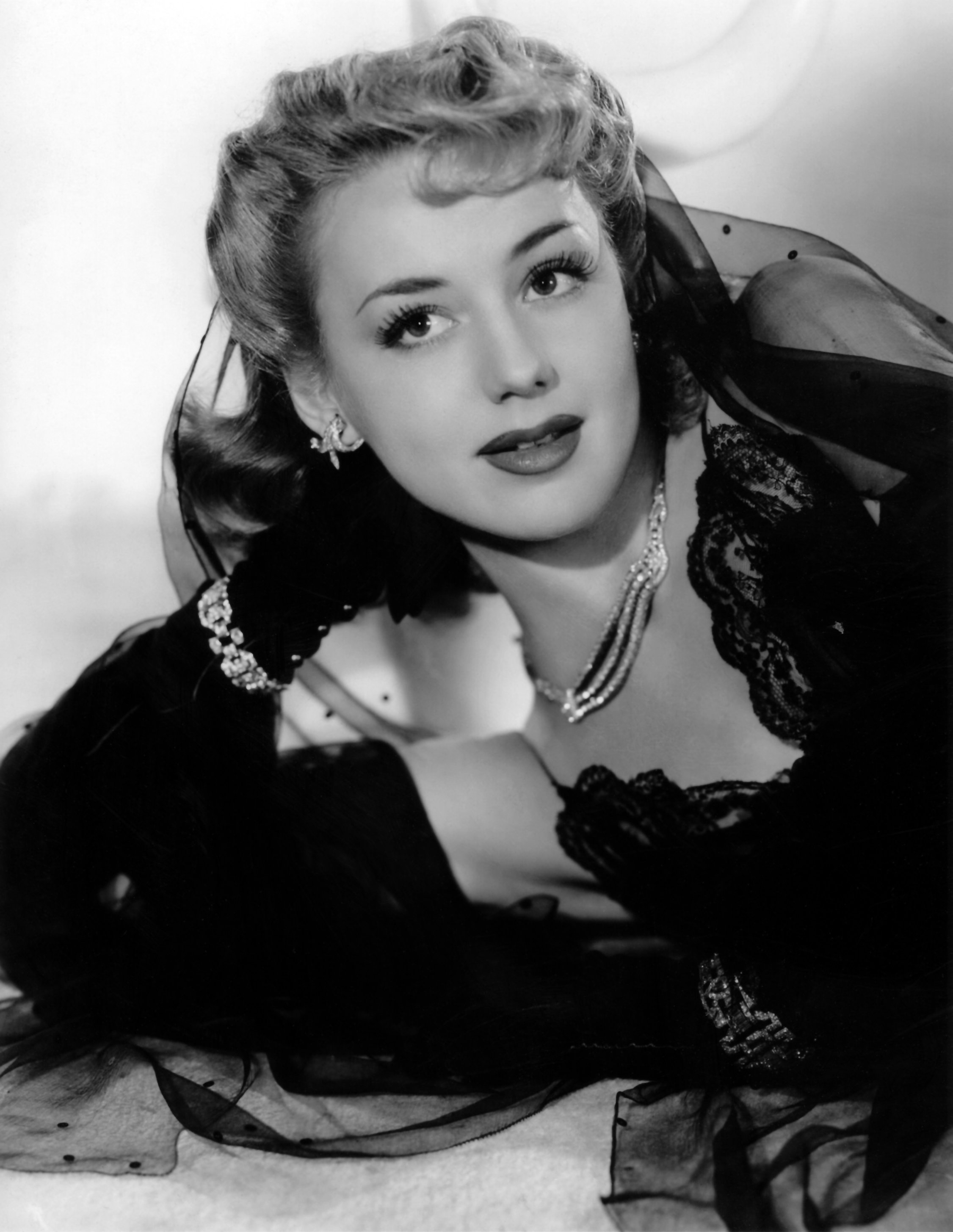
Anne Shirley
4 juli

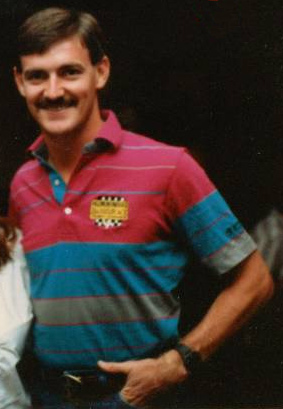
Davey Allison
13 juli

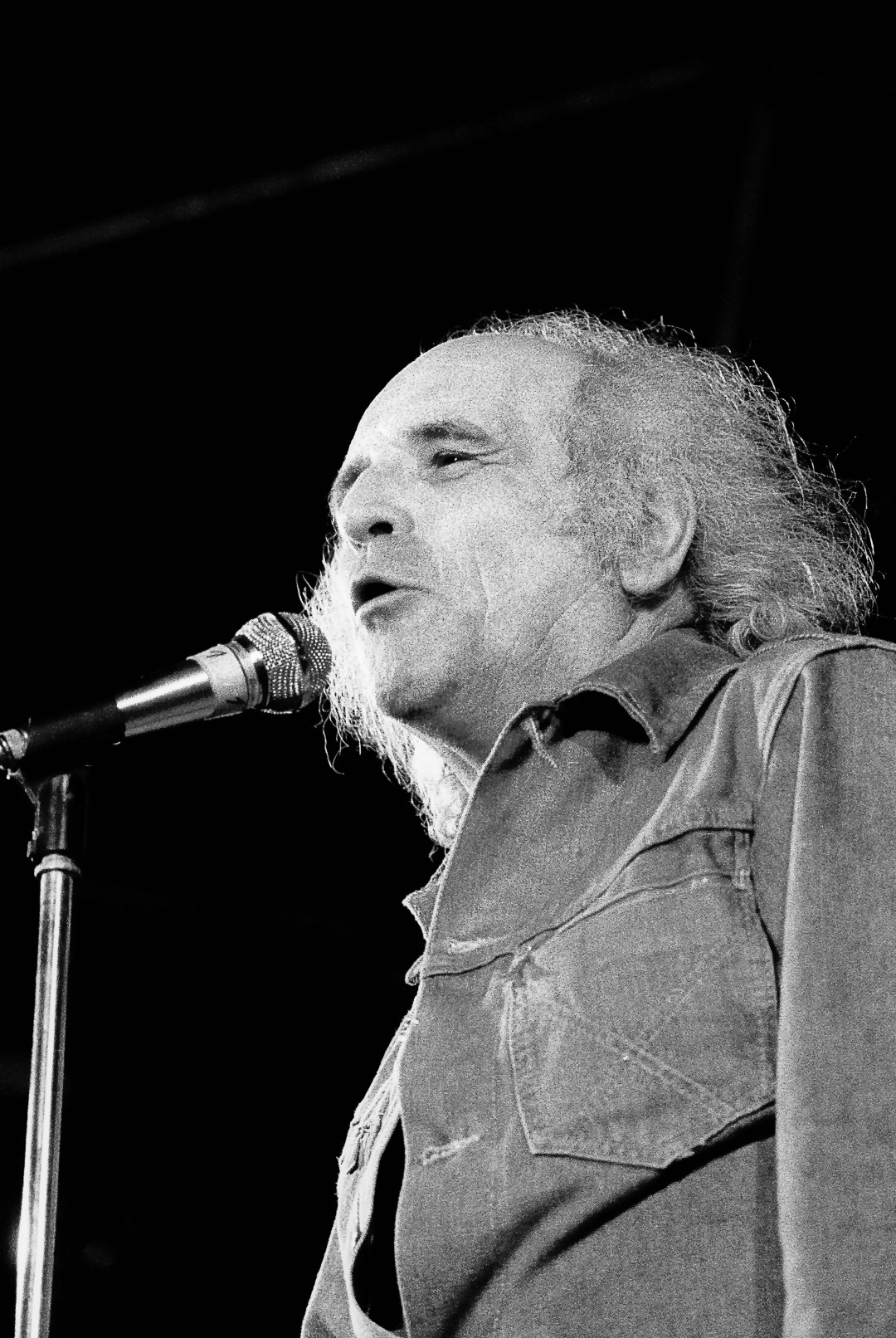
Léo Ferré
14 juli

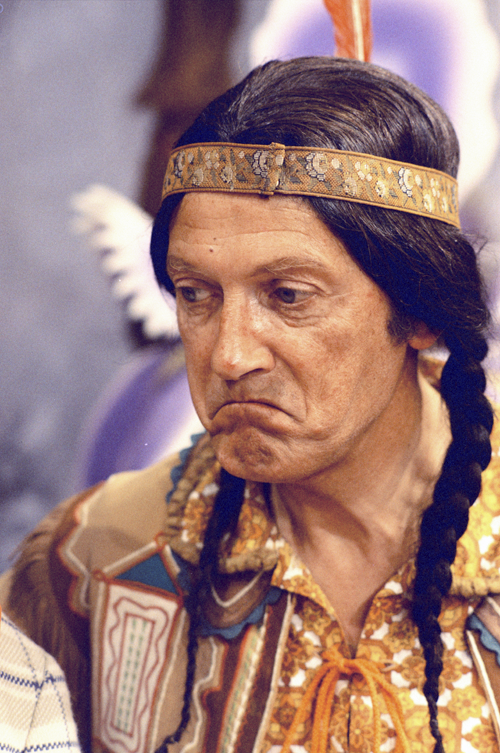
Herbert Joeks
28 juli

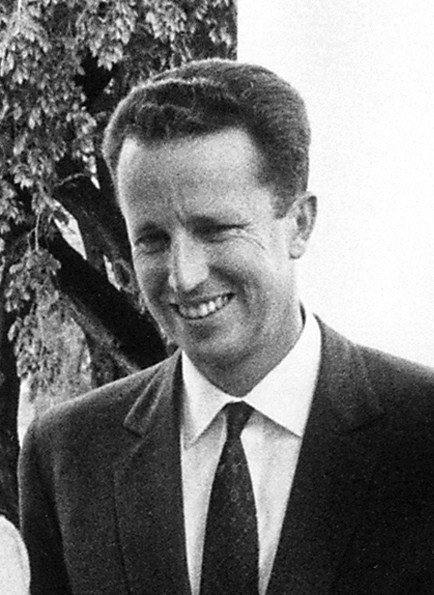
Boudewijn van België
31 juli

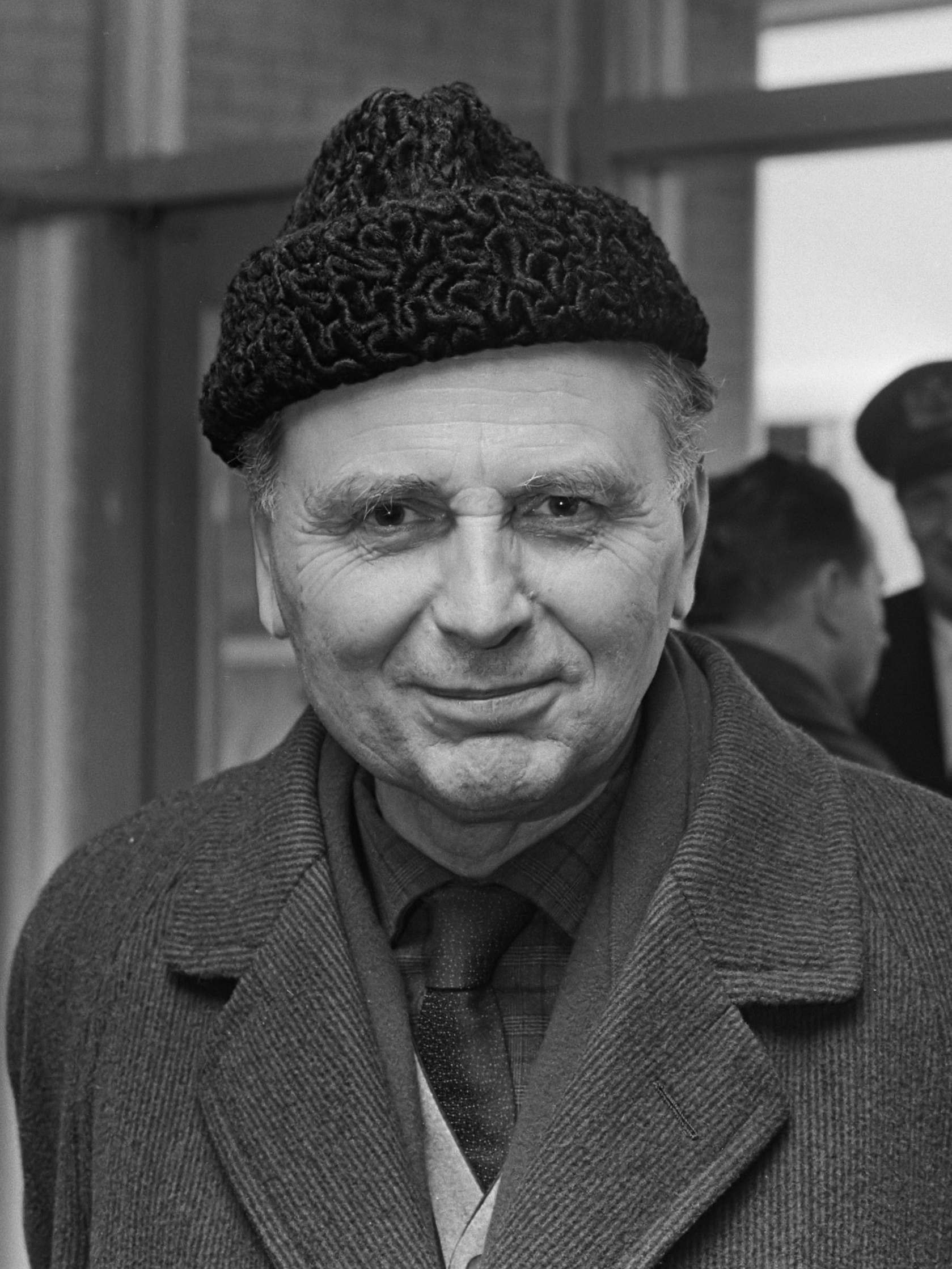
Elmar Klos
31 juli

| 1 | 2 | 3 | 4 | 5 | 6 | 7 | 8 | 9 | 10 | 11 | 12 | 13 | 14 | 15 | 16 | 17 | 18 | 19 | 20 | 21 | 22 | 23 | 24 | 25 | 26 | 27 | 28 | 29 | 30 | 31 |
| - | - | - | - | - | - | - | - | - | -- | -- | -- | -- | -- | -- | -- | -- | -- | -- | -- | -- | -- | -- | -- | -- | -- | -- | -- | -- | -- | -- |

### 1 juli
- Ray Elliott (54), Noord-Iers musicus
- Cornelis Plaatzer (67), Nederlands militair

### 3 juli
- Jorge Carpio (85), Guatemalteeks politicus

### 4 juli
- Anne Shirley (75), Amerikaans actrice

### 6 juli
- Emile Bruneau (81), Belgisch wielrenner

### 7 juli
- Mia Zapata (27), Amerikaans zangeres

### 8 juli
- Charles Adkins (61), Amerikaans bokser
- Alfred Dattner (90), Zwitsers autocoureur
- Henry Hazlitt (98), Amerikaans journalist en econoom
- John Riseley-Prichard (69), Brits autocoureur

### 9 juli
- Jaap Meijer (80), Nederlands historicus

### 10 juli
- Teodor Anioła (67), Pools voetballer
- Alfred Hamerlinck (87), Belgisch wielrenner

### 11 juli
- Hans van Oostrom Soede (83), Nederlands militair

### 12 juli
- Ferdinando Giuseppe Antonelli (96), Italiaans kardinaal
- Lily Bouwmeester (91), Nederlands actrice

### 13 juli
- Davey Allison (32), Amerikaans autocoureur
- Leslie Thorne (77), Schots autocoureur

### 14 juli
- Lucien Bernot (83), Frans etnoloog en oriëntalist
- Léo Ferré (76), Frans-Monegaskische zanger, dichter en schrijver
- B.J. von Schwartzenberg (78), Nederlands burgemeester

### 15 juli
- David Brian (78), Amerikaans acteur
- Georges Marmenout (69), Belgisch politicus
- Clarence Zener (87), Amerikaans natuurkundige

### 18 juli
- Jan van Druten (77), Nederlandse schilder, beeldhouwer en keramist
- Jean Negulesco (93), Roemeens-Amerikaans regisseur

### 19 juli
- Szymon Goldberg (84), Pools violist en dirigent
- Gordon Gray (82), Brits kardinaal
- Red Prysock (67), Amerikaans jazzmusicus

### 20 juli
- Vince Foster (48), Amerikaans advocaat

### 21 juli
- Hildegarde Stadie (98), Amerikaans filmproducent

### 22 juli
- Jozef D'Hoore (72), Belgisch burgemeester

### 23 juli
- Alfred Henckaerts (85), Belgisch politicus

### 24 juli
- Viktor Pankrasjkin (35), Russisch basketbalspeler
- Ben Polak (79), Nederlands politicus

### 25 juli
- Leon Metcalf (94), Amerikaans componist en dirigent

### 26 juli
- Matthew Ridgway (98), Amerikaans militair
- Ludwig Walter (70), Duits voetballer

### 28 juli
- Herbert Joeks (77), Nederlands acteur
- Richard Van Leemputten (77), Belgisch politicus
- Johan Willem Hugo van den Wall Bake (92), Nederlands militair
- Stanley Woods (90), Iers motorcoureur

### 29 juli
- Aksel Quintus Bosz (78), Surinaams jurist, politicus en hoogleraar

### 30 juli
- Koert van Diepeningen (82), Nederlands burgemeester
- Edward Bernard Raczyński (101), Pools politicus

### 31 juli
- Boudewijn van België (62), koning van België
- Elmar Klos (83), Tsjechisch filmregisseur
- Lea Smulders (72), Nederlands schrijfster

## Augustus

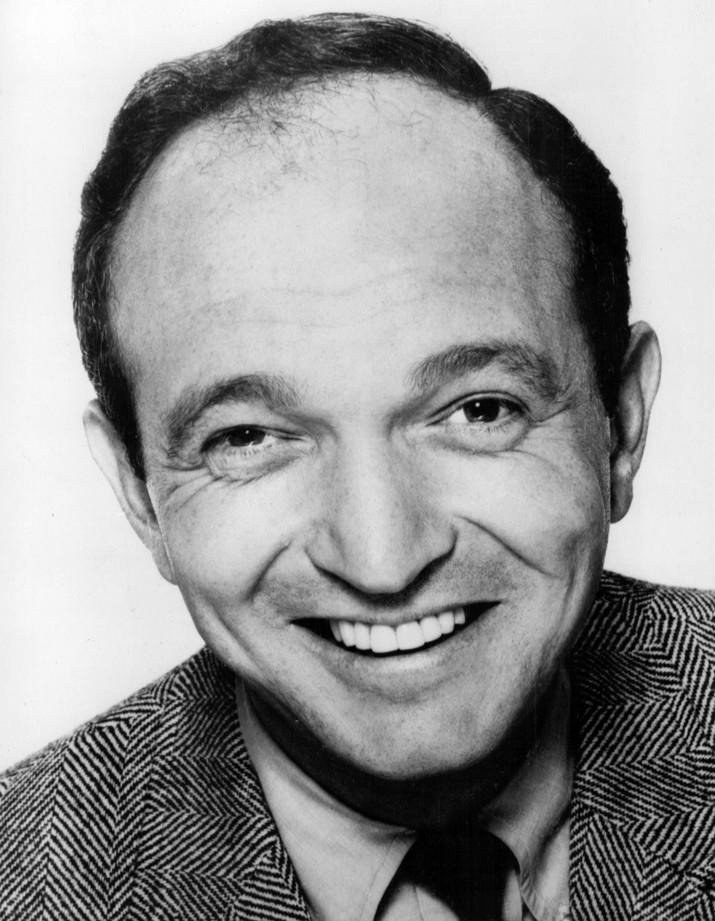
Bernard Barrow
4 augustus

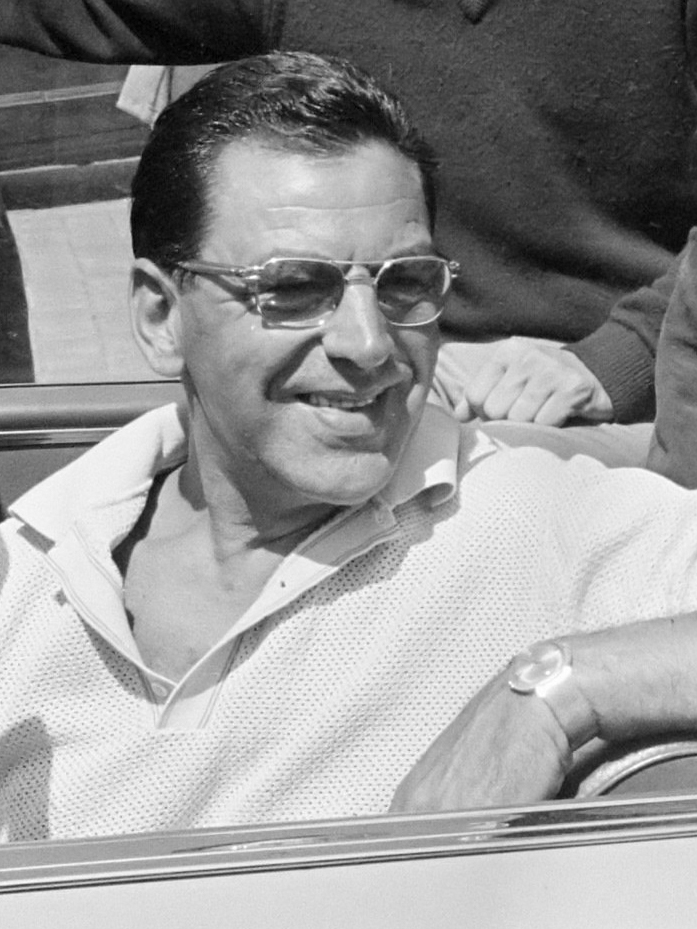
Lou van Rees
8 augustus

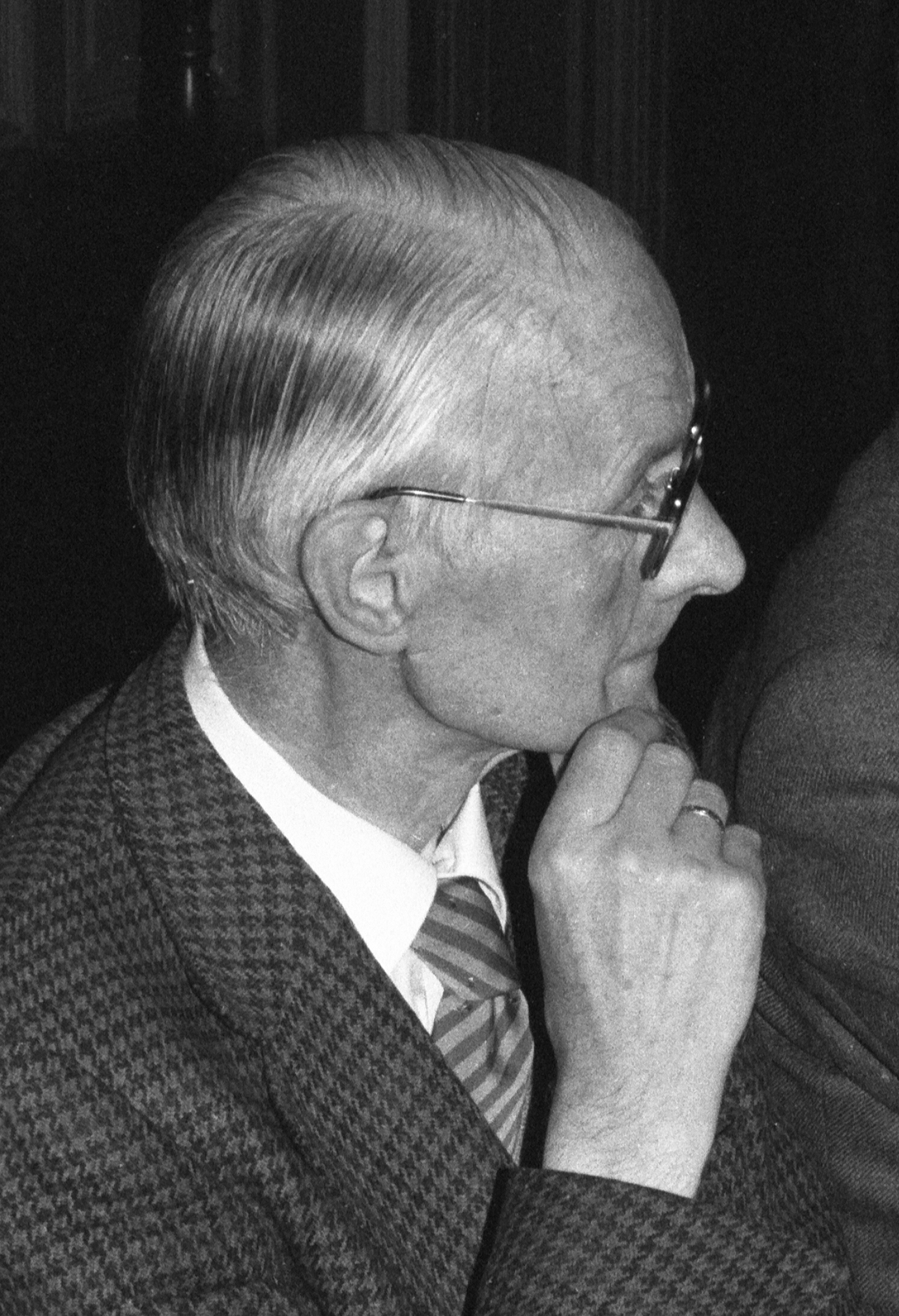
Joseph Marechal
22 augustus

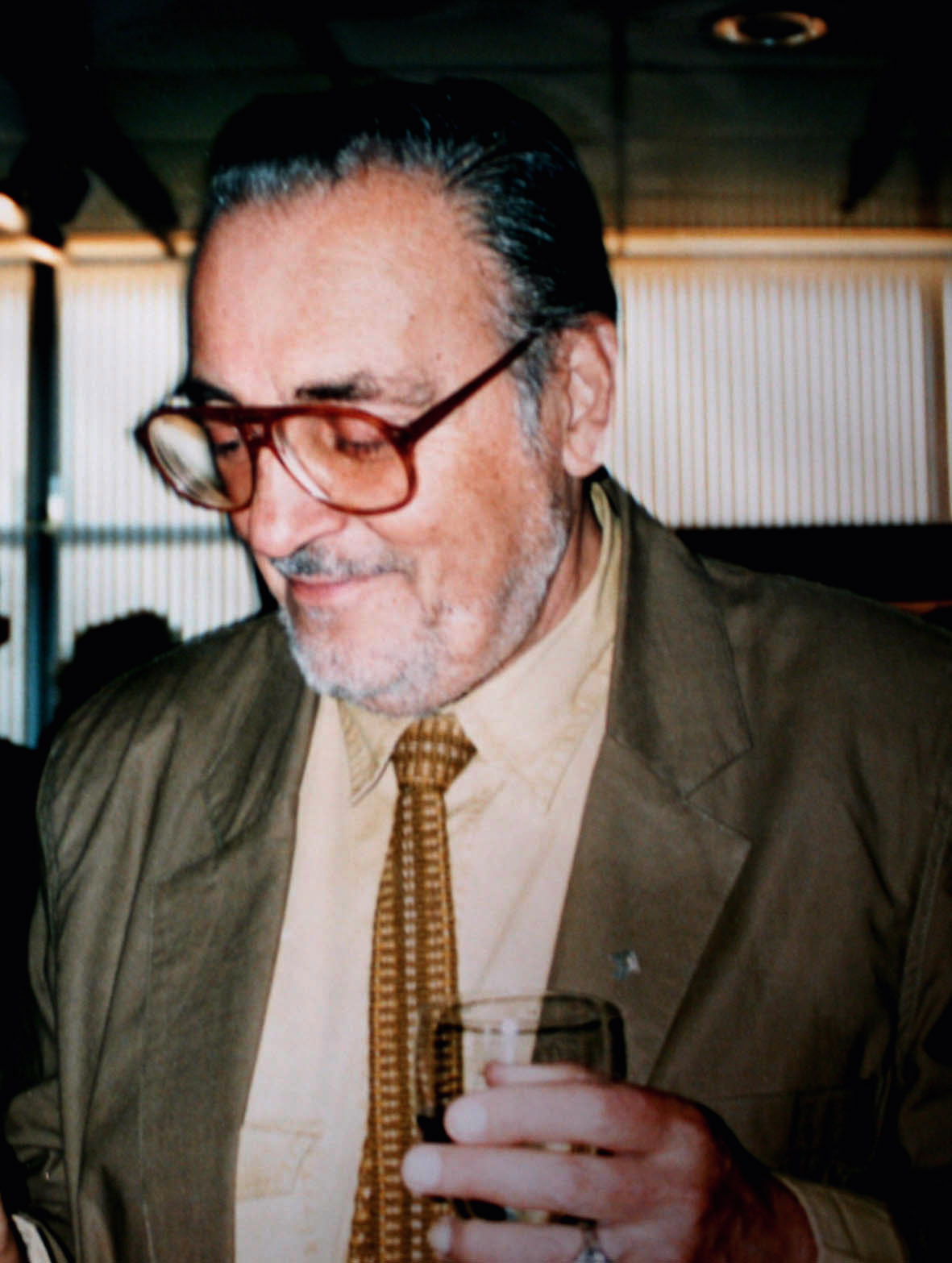
Bob Verstraete
27 augustus

| 1 | 2 | 3 | 4 | 5 | 6 | 7 | 8 | 9 | 10 | 11 | 12 | 13 | 14 | 15 | 16 | 17 | 18 | 19 | 20 | 21 | 22 | 23 | 24 | 25 | 26 | 27 | 28 | 29 | 30 | 31 |
| - | - | - | - | - | - | - | - | - | -- | -- | -- | -- | -- | -- | -- | -- | -- | -- | -- | -- | -- | -- | -- | -- | -- | -- | -- | -- | -- | -- |

### 2 augustus
- Guido del Mestri (82), Italiaans kardinaal

### 3 augustus
- Siem Heiden (88), Nederlands schaatser

### 4 augustus
- Bernard Barrow (65), Amerikaans acteur

### 5 augustus
- Albert Lavens (82), Belgisch politicus

### 6 augustus
- Robert Kiesel (81), Amerikaans atleet

### 7 augustus
- David Fleay (86), Australisch bioloog en natuurbeschermer

### 8 augustus
- Nico Habermann (61), Nederlands informaticus
- Frans van der Kraan (70), Nederlands musicus
- Lou van Rees (77), Nederlands impresario

### 10 augustus
- Øystein Aarseth (25), Noors blackmetalartiest
- David Rogers (57), Amerikaans countryzanger

### 14 augustus
- Albert Vermaere (82), Belgisch vakbondsbestuurder en politicus

### 15 augustus
- Herman Gerrit Schulte Nordholt (81), Nederlands antropoloog

### 18 augustus
- Antoon Beck (84), Belgisch politicus
- Cor Brak (83), Nederlands variétéartiest
- Frank de Graaff (75), Nederland predikant en cultuurfilosoof

### 20 augustus
- Bernard Delfgaauw (80), Nederlands filosoof
- Koos de Jong (81), Nederlands zeiler

### 21 augustus
- Arie Teeuwisse (74), Nederlands beeldhouwer en illustrator

### 22 augustus
- Joseph Marechal (81), Belgisch historicus

### 26 augustus
- Roy Raymond (46), Amerikaans ondernemer

### 27 augustus
- Bob Verstraete (71), Nederlands acteur, regisseur en scenarioschrijver

### 30 augustus
- Elie Van Bogaert (73), Belgisch politicus

### 31 augustus
- Bertha thoe Schwartzenberg (102), Nederlands beeldhouwer
- Gerben Wagenaar (80), Nederlands politicus

## September

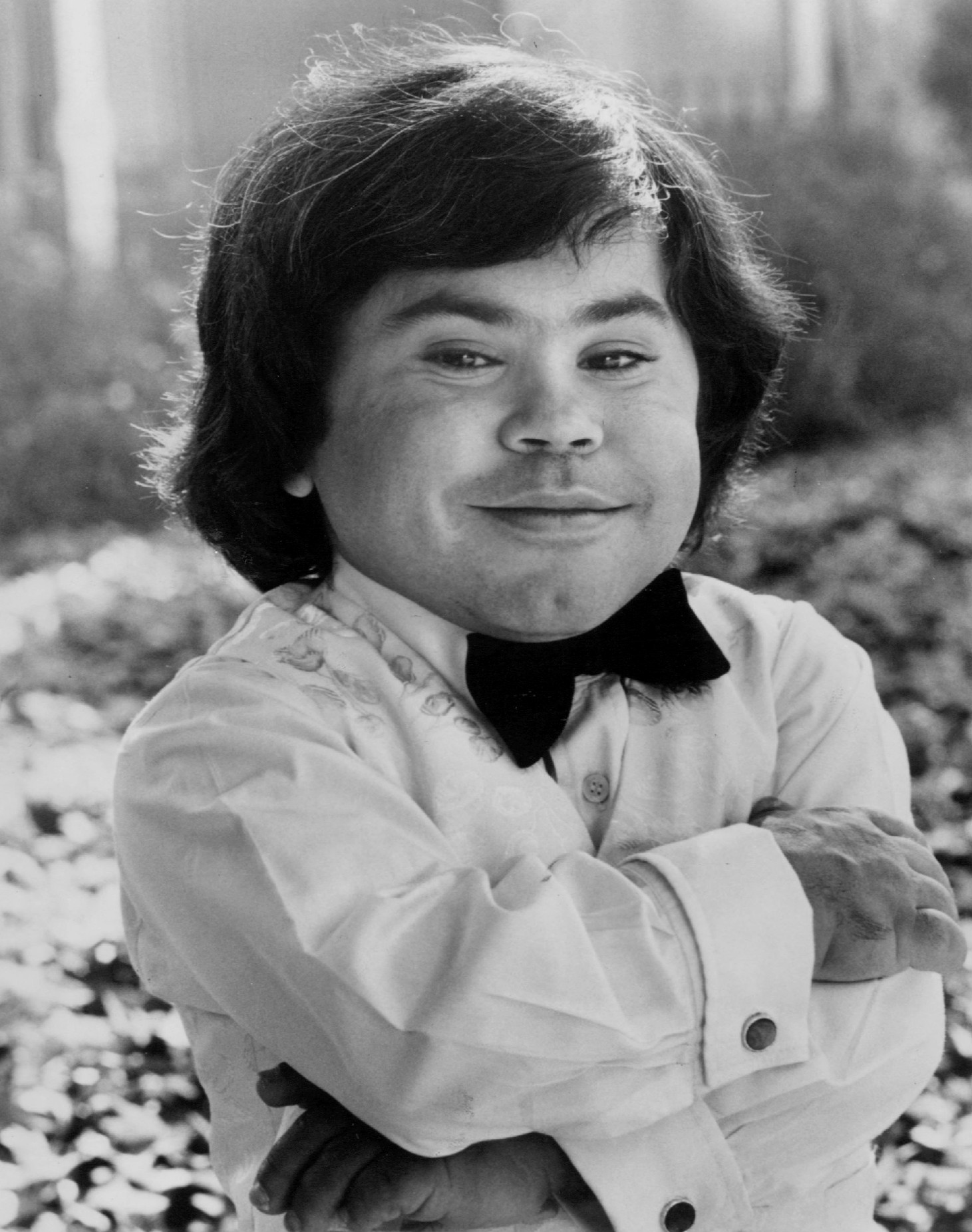
Hervé Villechaize
4 september

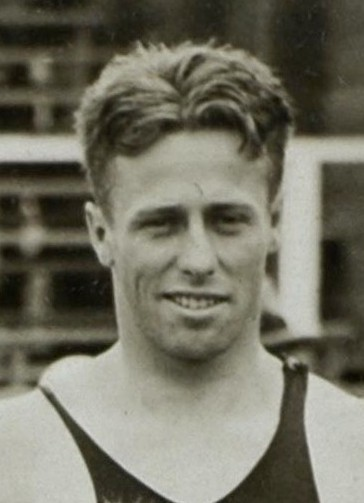
Garnet Ault
10 september

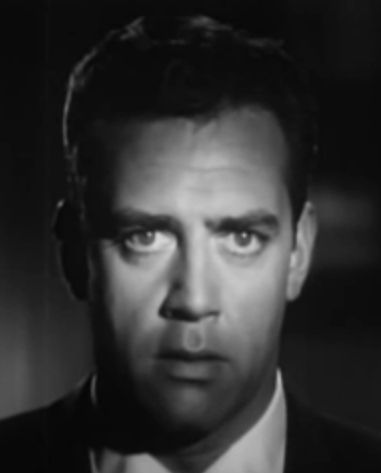
Raymond Burr
12 september

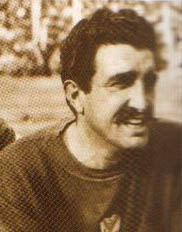
Miguel Ángel Rugilo
16 september

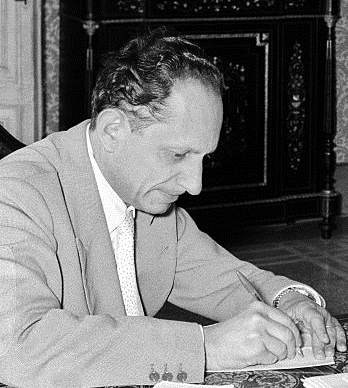
Bruno Pontecorvo
24 september

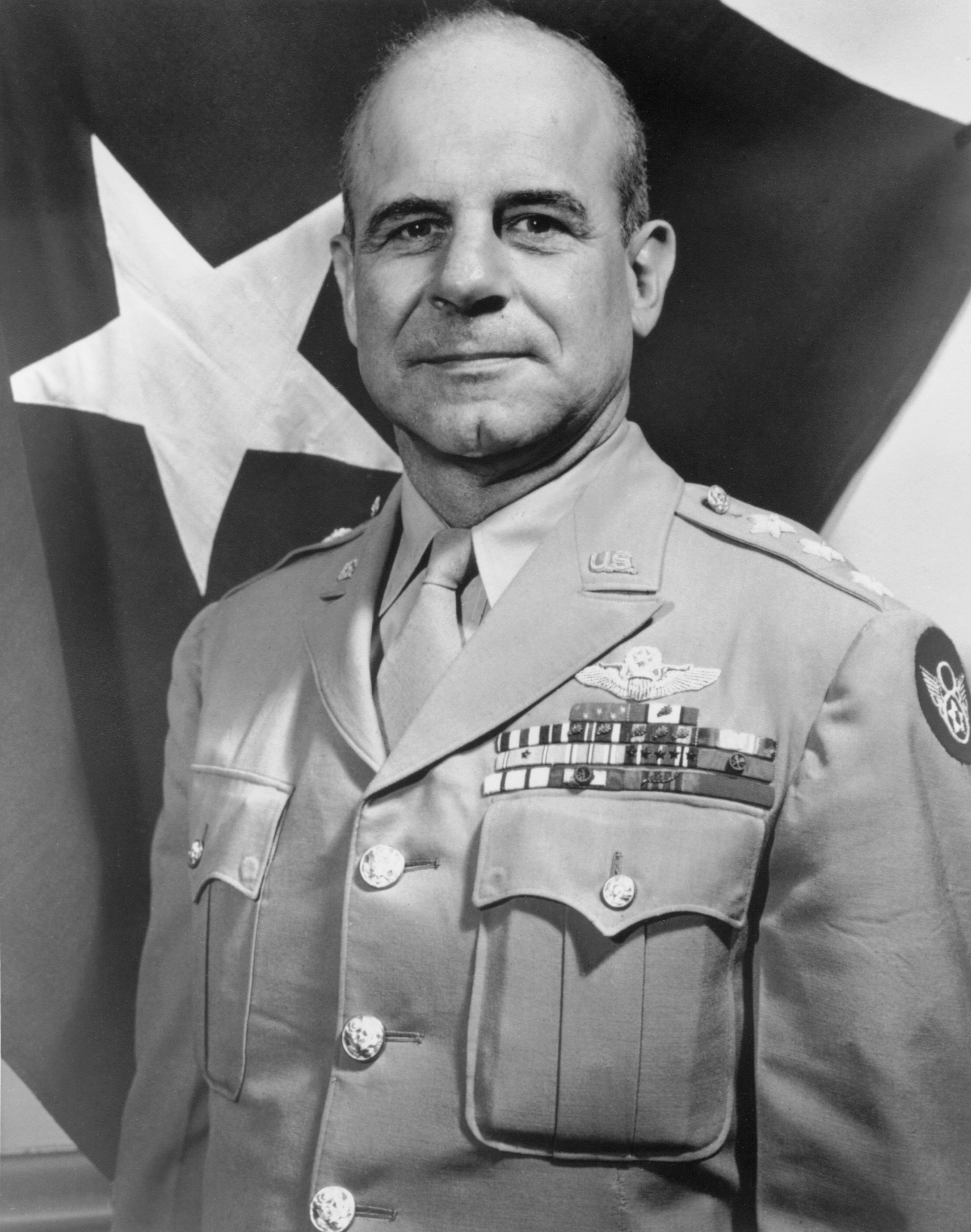
Jimmy Doolittle
27 september

| 1 | 2 | 3 | 4 | 5 | 6 | 7 | 8 | 9 | 10 | 11 | 12 | 13 | 14 | 15 | 16 | 17 | 18 | 19 | 20 | 21 | 22 | 23 | 24 | 25 | 26 | 27 | 28 | 29 | 30 |
| - | - | - | - | - | - | - | - | - | -- | -- | -- | -- | -- | -- | -- | -- | -- | -- | -- | -- | -- | -- | -- | -- | -- | -- | -- | -- | -- |

### 1 september
- Louis Cantillon (64), Belgisch politicus
- Acton Eric Ostling (87), Amerikaans componist

### 3 september
- Baltasar Lobo (83), Spaans tekenaar en beeldhouwer

### 4 september
- Frans Mertens (84), Belgisch kunstschilder en graficus
- Hervé Villechaize (50), Amerikaans acteur
- Aaron Wildavsky (63), Amerikaans econoom

### 5 september
- René Klijn (30), Nederlands zanger
- Virgilio Mortari (90), Italiaans componist

### 6 september
- Bjarne Liller (57), Deens zanger, songwriter en acteur

### 8 september
- Jacob Frans Drijfhout van Hooff (81), Nederlands militair
- Albert Roosens (77), Belgisch voetbalbestuurder

### 9 september
- Jimmy Deuchar (63), Brits jazzmuzikant
- Maurice Yaméogo (71), president van Opper-Volta

### 10 september
- Garnet Ault (87), Canadees zwemmer
- Clem Schouwenaars (60), Belgisch schrijver en dichter

### 11 september
- Erich Leinsdorf (81), Oostenrijks-Amerikaans dirigent

### 12 september
- Raymond Burr (76), Canadees acteur
- Walter Ganshof van der Meersch (93), Belgisch politicus
- Charles Lamont (98), Russisch-Amerikaans regisseur
- Willie Mosconi (80), Amerikaans poolbiljarter

### 13 september
- Jan Geysen (56), Belgisch radio- en televisiemaker
- Georges Maes (63), Belgisch politicus

### 14 september
- Carlos De Baeck (87), Belgisch politicus

### 15 september
- Pino Puglisi (56), Italiaans geestelijke

### 16 september
- Miguel Ángel Rugilo (74), Argentijns voetballer
- Johanna Zandstra-Giezen (111), oudste inwoner van Nederland

### 17 september
- Jean Goffart (72), Belgisch politicus
- Jo de Leeuw (87), Nederlands voordrachtskunstenaar
- Louis Vanden Berghe (69), Belgisch archeoloog

### 18 september
- Jack Van den Eynde (79), Belgisch voetballer

### 19 september
- Antonio Frondosa (84), Filipijns geestelijke

### 20 september
- Erich Hartmann (71), Duits oorlogsvlieger

### 21 september
- Kamaran Abdulla (34), Iraaks-Nederlands acteur
- Francis Weldon (80), Brits ruiter

### 24 september
- Ian Stuart Donaldson (36), Brits neonazi en punkmuzikant
- Bruno Pontecorvo (80), Italiaans-Sovjet kernfysicus

### 26 september
- Nina Berberova (92), Russisch dichteres en schrijfster

### 27 september
- Jimmy Doolittle (96), Amerikaans luchtvaartpionier en generaal
- Goeram Gabeskiria (46), Georgisch burgemeester

### 28 september
- Peter De Vries (83), Amerikaans schrijver

### 29 september
- Jan Lukkien (80), Nederlands militair

### 30 september
- Paul Nowee (57), Nederlands schrijver

## Oktober

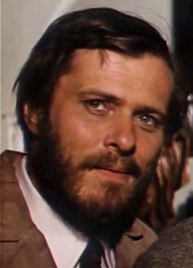
William Berger
2 oktober

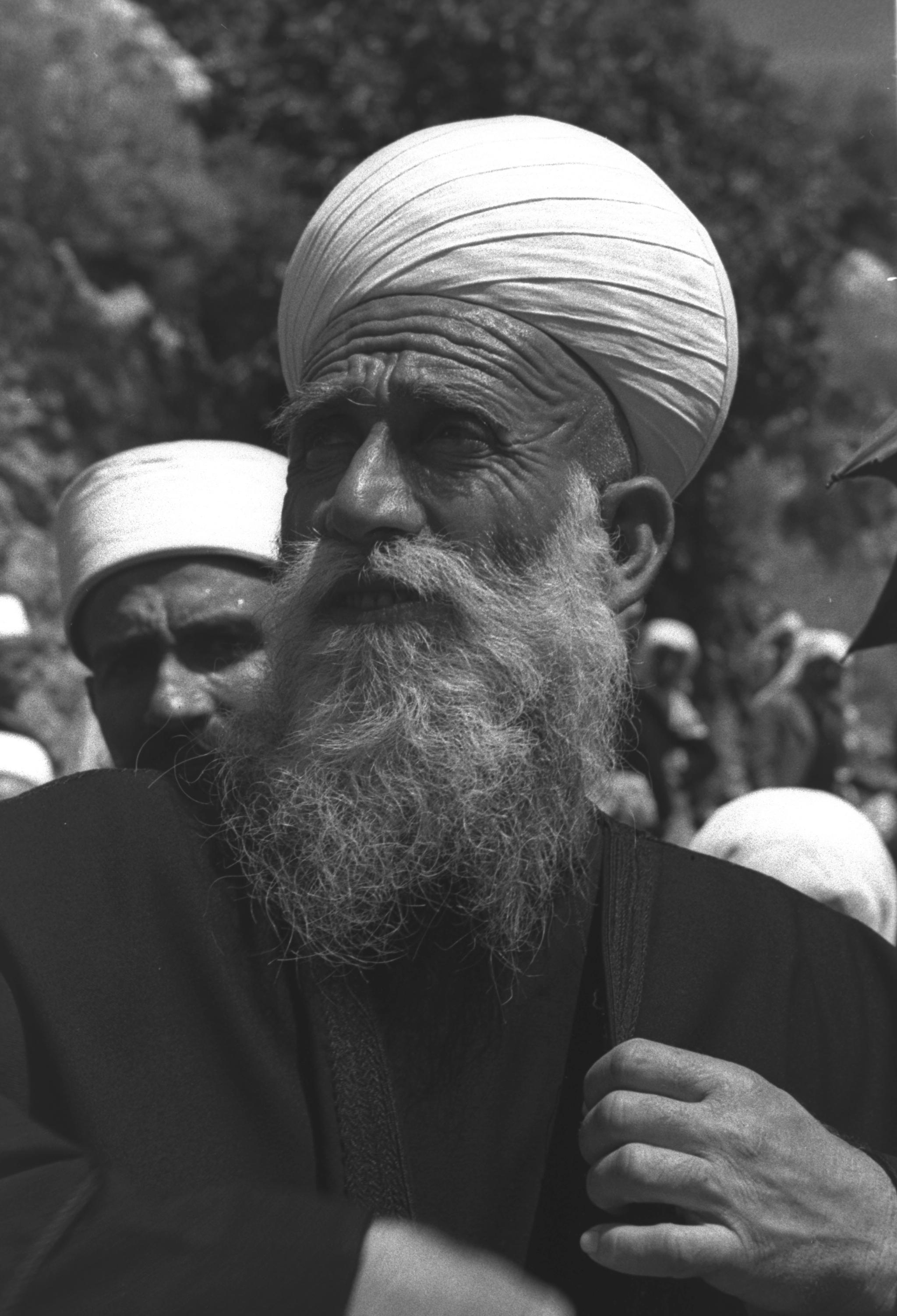
Amin Tarif
2 oktober

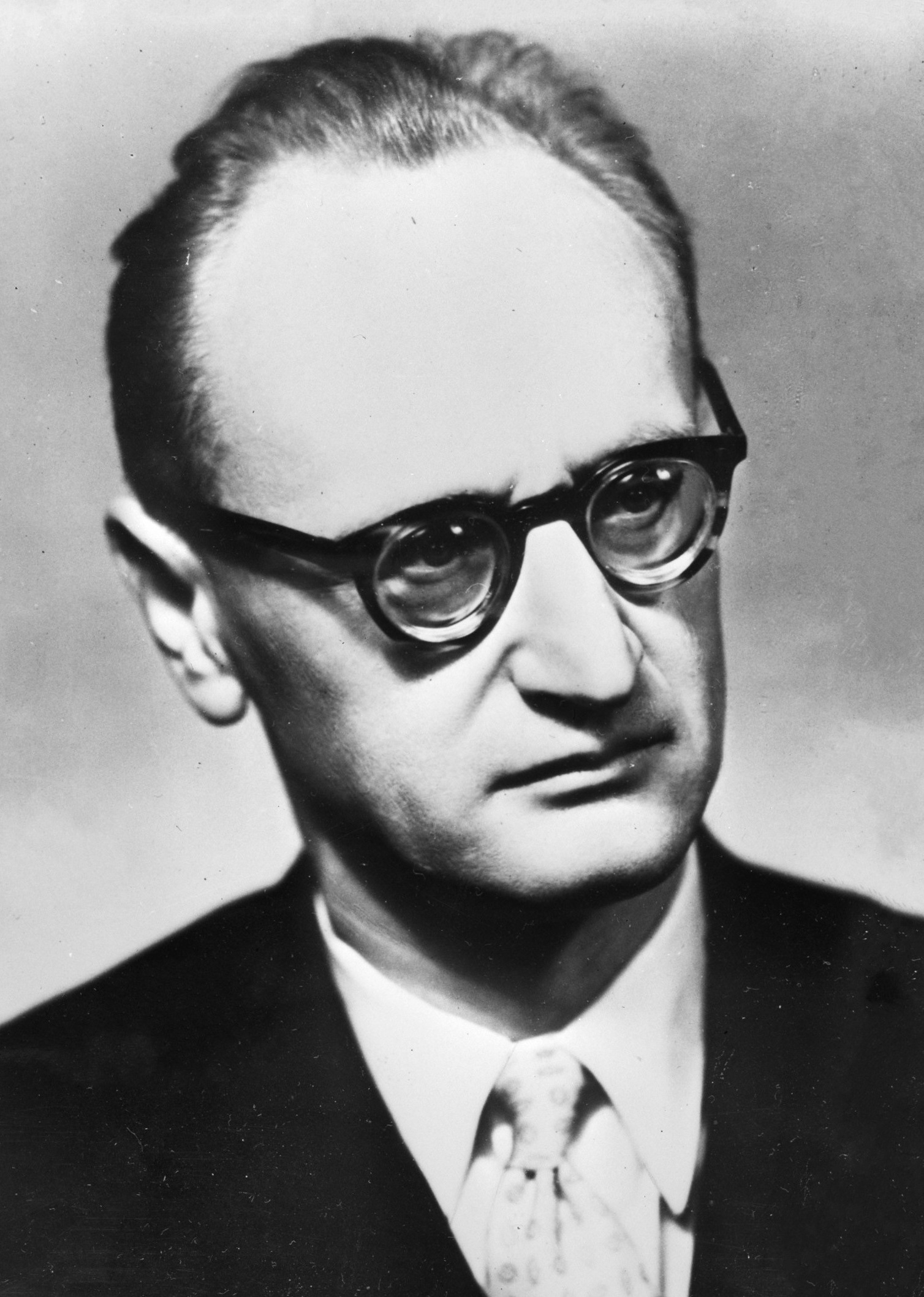
Jiří Hájek
22 oktober

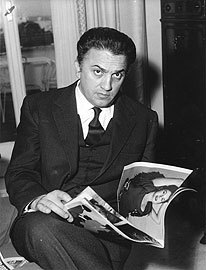
Federico Fellini
31 oktober

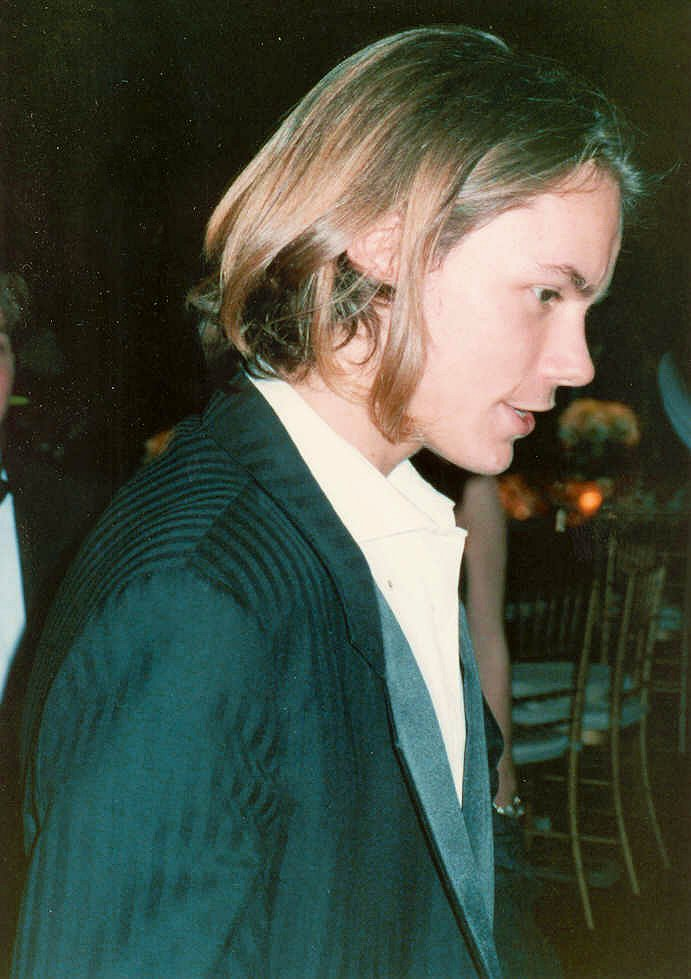
River Phoenix
31 oktober

| 1 | 2 | 3 | 4 | 5 | 6 | 7 | 8 | 9 | 10 | 11 | 12 | 13 | 14 | 15 | 16 | 17 | 18 | 19 | 20 | 21 | 22 | 23 | 24 | 25 | 26 | 27 | 28 | 29 | 30 | 31 |
| - | - | - | - | - | - | - | - | - | -- | -- | -- | -- | -- | -- | -- | -- | -- | -- | -- | -- | -- | -- | -- | -- | -- | -- | -- | -- | -- | -- |

### 2 oktober
- William Berger (75), Oostenrijks acteur
- Amin Tarif (95), qadi van de Druzen-minderheid in Israël

### 3 oktober
- Faustino Dy sr. (68), Filipijns politicus
- Gied Joosten (71), Nederlands ondernemer en voetbalbestuurder
- Johan Scheps (93), Nederlands verzetsstrijder en politicus

### 5 oktober
- Francesco Carpino (88), Italiaans kardinaal
- W.A. Hulsbeck (68), Nederlands politicus
- David Zuiderhoek (81), Nederlands architect

### 8 oktober
- Manke Nelis (73), Nederlands zanger
- Alfred Toepfer (99), Duits ondernemer en filantroop

### 11 oktober
- Joe Barzda (78), Amerikaans autocoureur
- Leroy Ostransky (75), Amerikaans componist

### 16 oktober
- Bram Kret (65), Nederlands politicus
- Felix Karel Langemeijer (70), Nederlands burgemeester
- Flora Nwapa (62), Nigeriaans schrijver

### 17 oktober
- Wim van Dooren (59), Nederlands humanistisch wetenschapsfilosoof
- Criss Oliva (30), Amerikaans gitarist

### 18 oktober
- Henk Hofstra (70), Nederlands politicus

### 20 oktober
- Jan Dijker (79), Nederlands kunstenaar
- Henk van Hout (79), Nederlands burgemeester

### 21 oktober
- Jan Meijer (72), Nederlands atleet

### 22 oktober
- Jiří Hájek (80), Tsjecho-Slowaaks politicus, diplomaat en hoogleraar
- Innes Ireland (63), Brits autocoureur
- Bernard de Meester de Ravestein (85), Belgisch burgemeester
- Frans Van den Brande (81), Belgisch hoorspelacteur

### 23 oktober
- Friedrich Dickel (79), Oost-Duits politicus

### 25 oktober
- Vincent Price (82), Amerikaans acteur

### 28 oktober
- Louise de Montel (67), Surinaams-Nederlands zangeres

### 29 oktober
- Lipman Bers (79), Amerikaans wiskundige
- František Tokár (68), Tsjecho-Slowaaks tafeltennisspeler

### 30 oktober
- Willy Calewaert (77), Belgisch politicus
- Paul Grégoire (82), Canadees kardinaal
- Reint de Jonge (62), Nederlands kunstenaar

### 31 oktober
- Federico Fellini (73), Italiaans filmmaker
- River Phoenix (23), Amerikaans acteur
- Adriaan Venema (52), Nederlands schrijver

## November

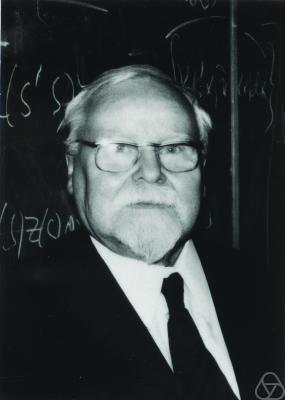
Andrej Nikolajevitsj Tychonov
8 november

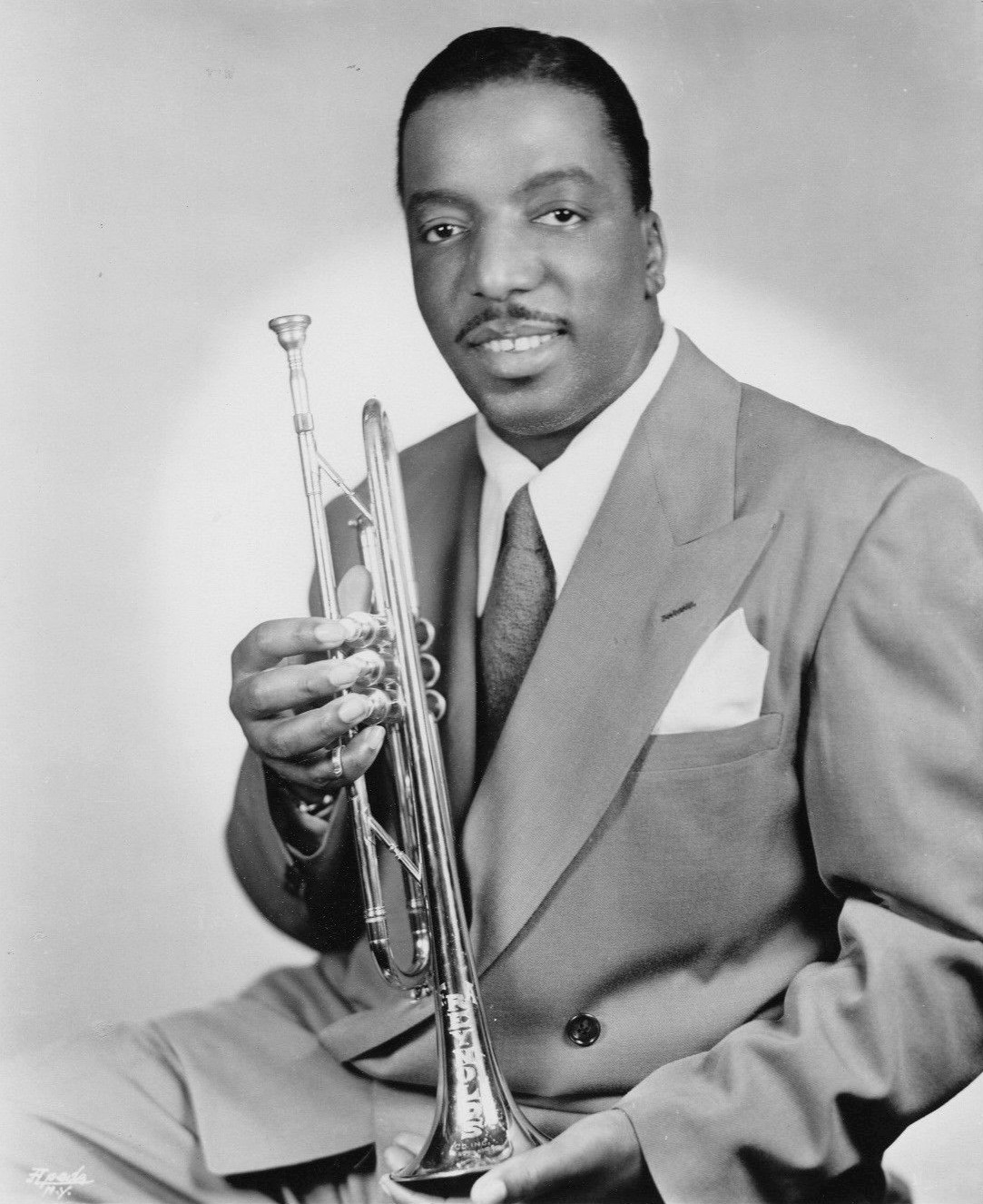
Erskine Hawkins
11 november

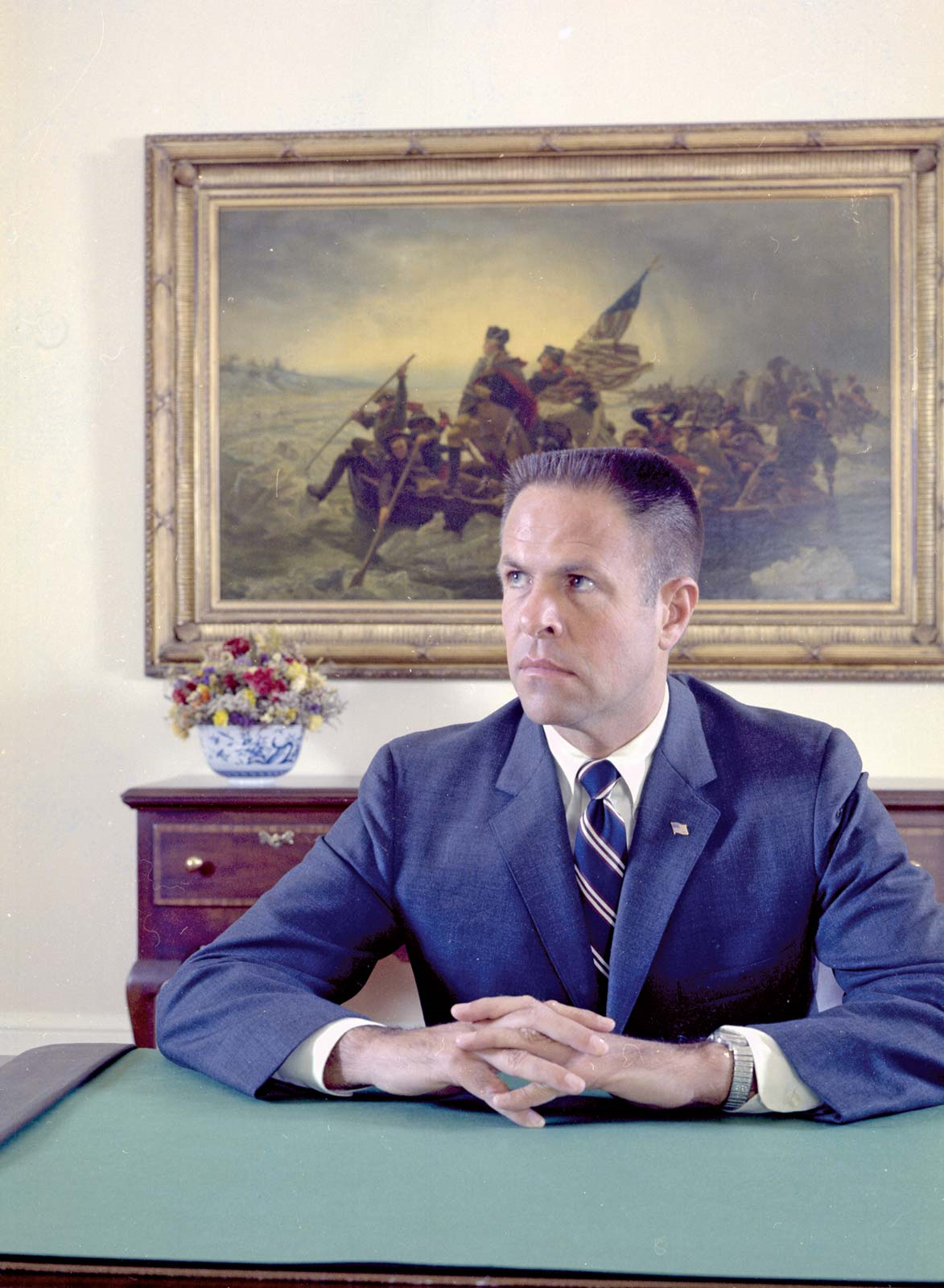
Bob Haldeman
12 november

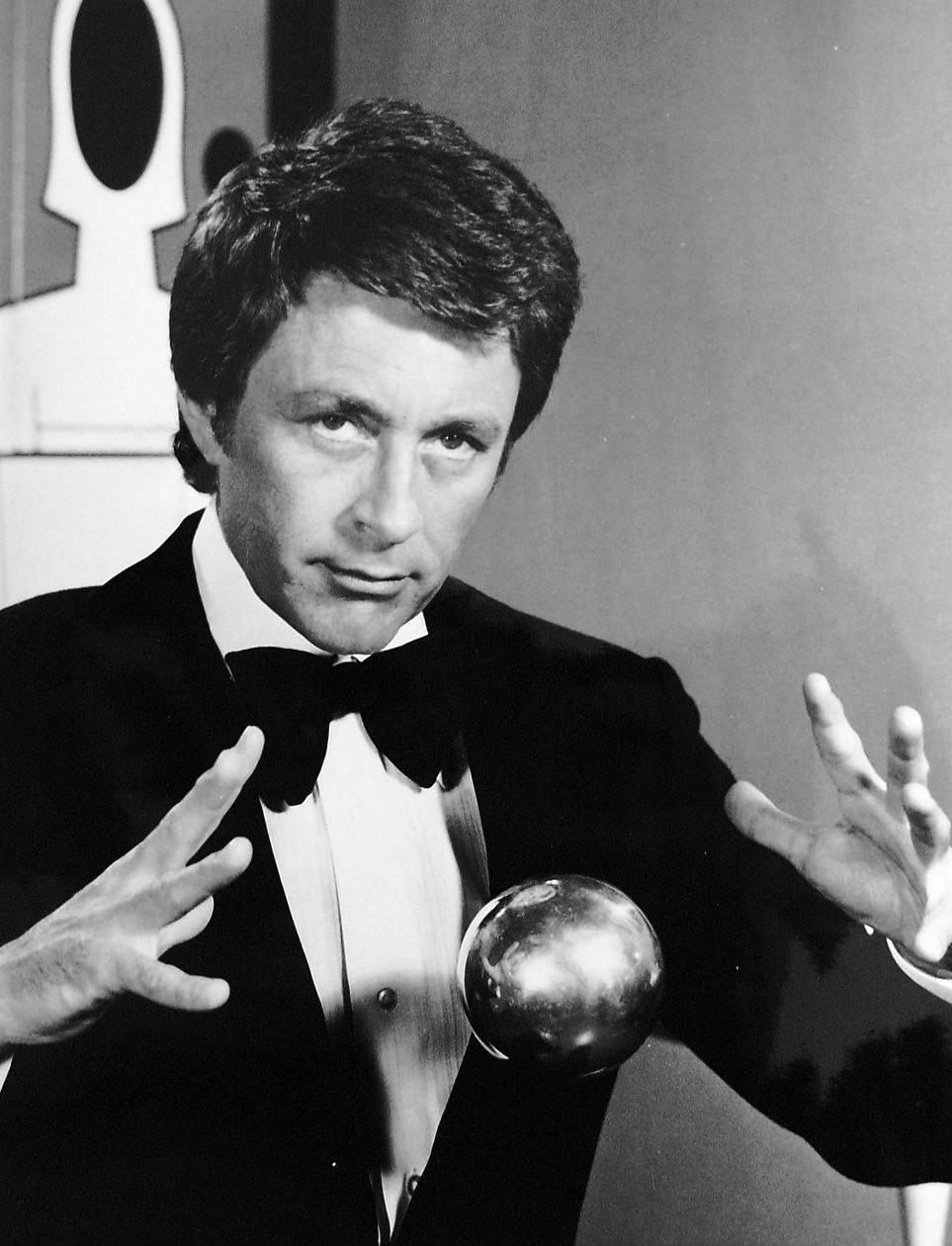
Bill Bixby
21 november

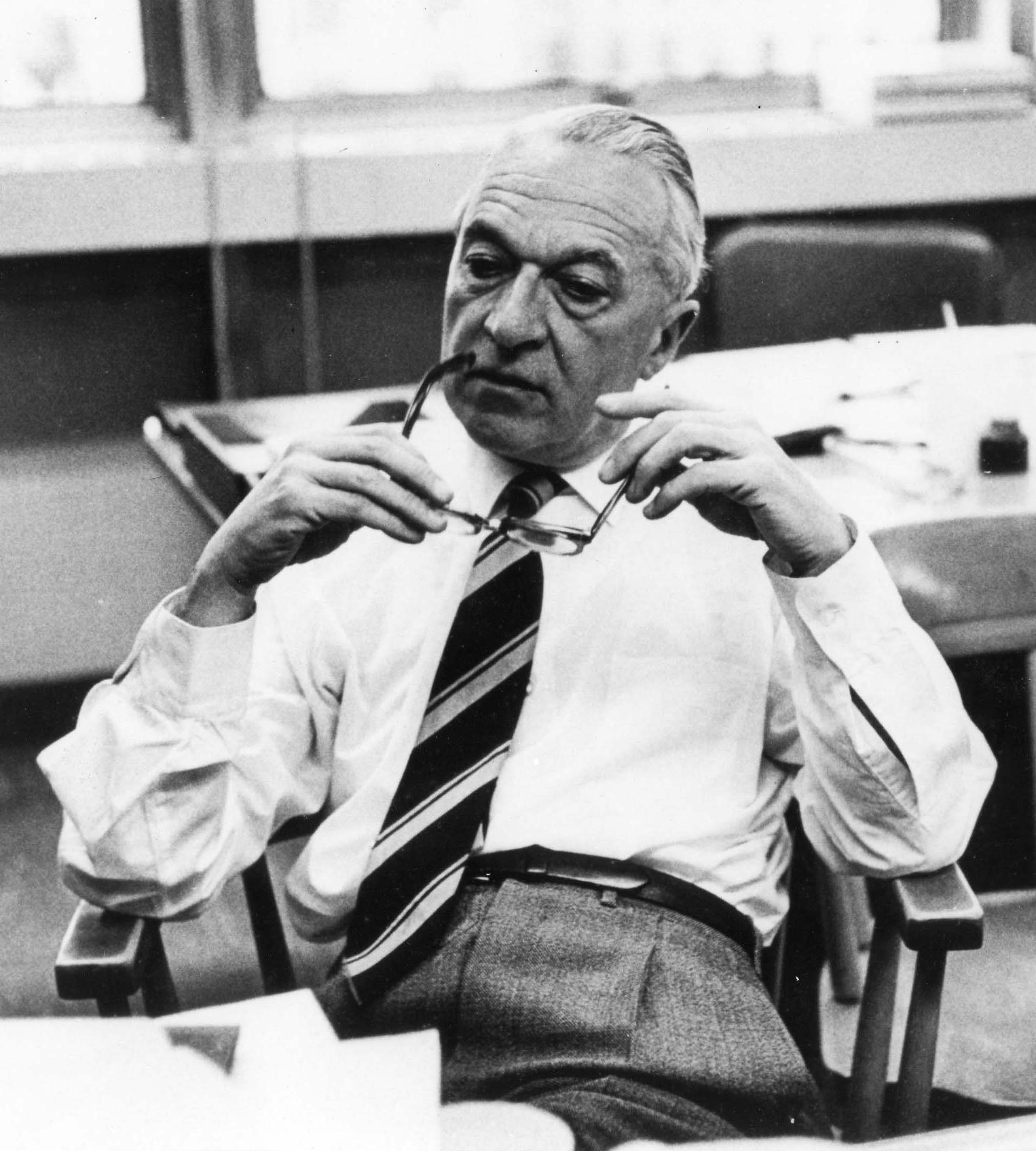
Bruno Rossi
21 november

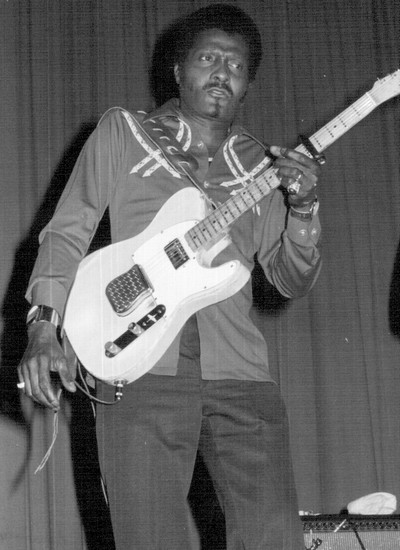
Albert Collins
24 november

| 1 | 2 | 3 | 4 | 5 | 6 | 7 | 8 | 9 | 10 | 11 | 12 | 13 | 14 | 15 | 16 | 17 | 18 | 19 | 20 | 21 | 22 | 23 | 24 | 25 | 26 | 27 | 28 | 29 | 30 |
| - | - | - | - | - | - | - | - | - | -- | -- | -- | -- | -- | -- | -- | -- | -- | -- | -- | -- | -- | -- | -- | -- | -- | -- | -- | -- | -- |

### 1 november
- Severo Ochoa (88), Spaans-Amerikaans biochemicus en Nobelprijswinnaar

### 3 november
- Erich von Neindorff (99), Duits politicus
- Léon Theremin (97), Sovjet-Russisch uitvinder

### 4 november
- Ahmet Cem Ersever (43), Turks militair
- Henri Horward (87), Belgisch politicus
- Jan van der Linden (86), Nederlands architect

### 7 november
- Adelaide Hall (92), Amerikaans jazz-zangeres

### 8 november
- Dick Cathcart (79), Amerikaans jazzmusicus
- Andrej Nikolajevitsj Tychonov (87), Russisch wiskundige

### 9 november
- Ross Andru (66), Amerikaans striptekenaar
- Vishnu Devananda (65), Indiaas yogi
- Stanley Myers (63), Brits filmcomponist

### 11 november
- Erskine Hawkins (79), Amerikaans jazztrompettist en orkestleider
- Barend Lempke (91), Nederlands lepidopterist

### 12 november
- Bob Haldeman (67), stafchef van het Witte Huis

### 13 november
- José Toirkens (48), Nederlands journaliste

### 15 november
- Edoeard Poeterbrot (53), Russisch kunstenaar

### 16 november
- Luciano Leggio (68), Italiaans crimineel
- Lucia Popp (54), Tsjecho-Slowaaks operazangeres

### 17 november
- Eka Thoden van Velzen (78), Nederlands kunstenaar

### 19 november
- Kenneth Burke (96), Amerikaans filosoof
- Leonid Gajdaj (70), Sovjet-Russisch regisseur
- Norman Tindale (93), Australisch antropoloog en etnograaf

### 20 november
- Christopher Frank (50), Frans schrijver en regisseur

### 21 november
- Bill Bixby (59), Amerikaans acteur, regisseur en producer
- Bruno Rossi (88), Italiaans astronoom en natuurkundige

### 22 november
- Anthony Burgess (76), Brits schrijver
- Alois De Hertog (66), Belgisch wielrenner
- Tatjana Nikolajeva (69), Russisch pianiste, componiste en muziekdocente

### 23 november
- Rolf Engel (81), Duits raketingenieur
- Gerarda Rueter (89), Nederlands beeldhouwer

### 24 november
- Albert Collins (61), Amerikaans bluesgitarist en -zanger

### 28 november
- Kenneth Connor (75), Brits acteur
- Joe Kelly (80), Iers autocoureur

### 29 november
- Arnold Boghaert (73), Belgisch bisschop

## December

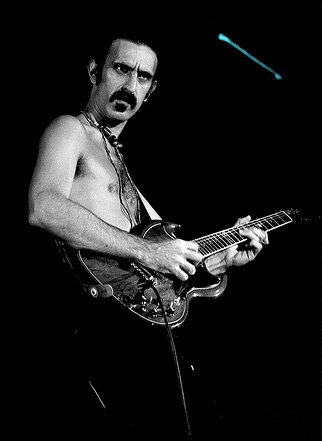
Frank Zappa
4 december

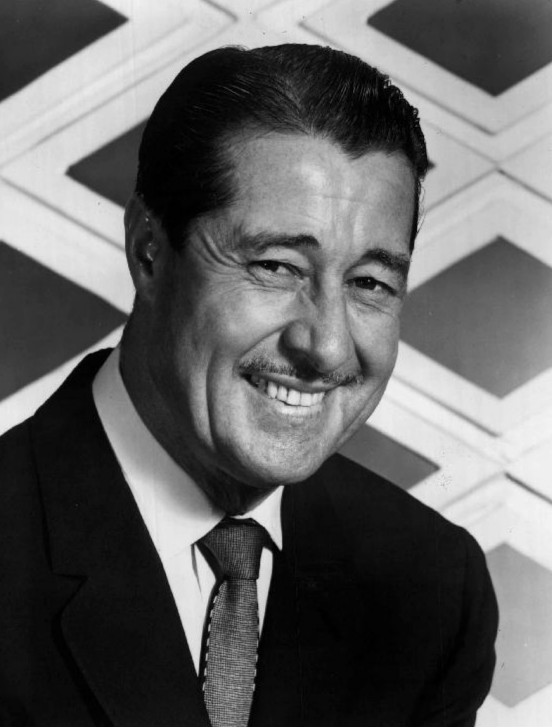
Don Ameche
6 december

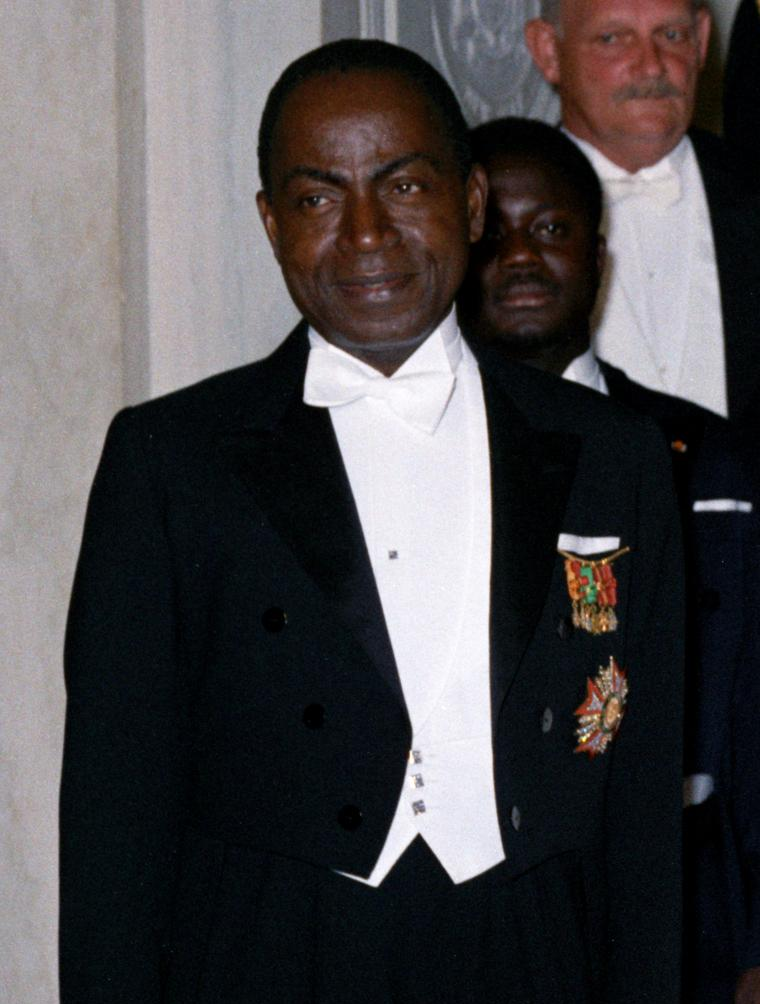
Félix Houphouët-Boigny
7 december

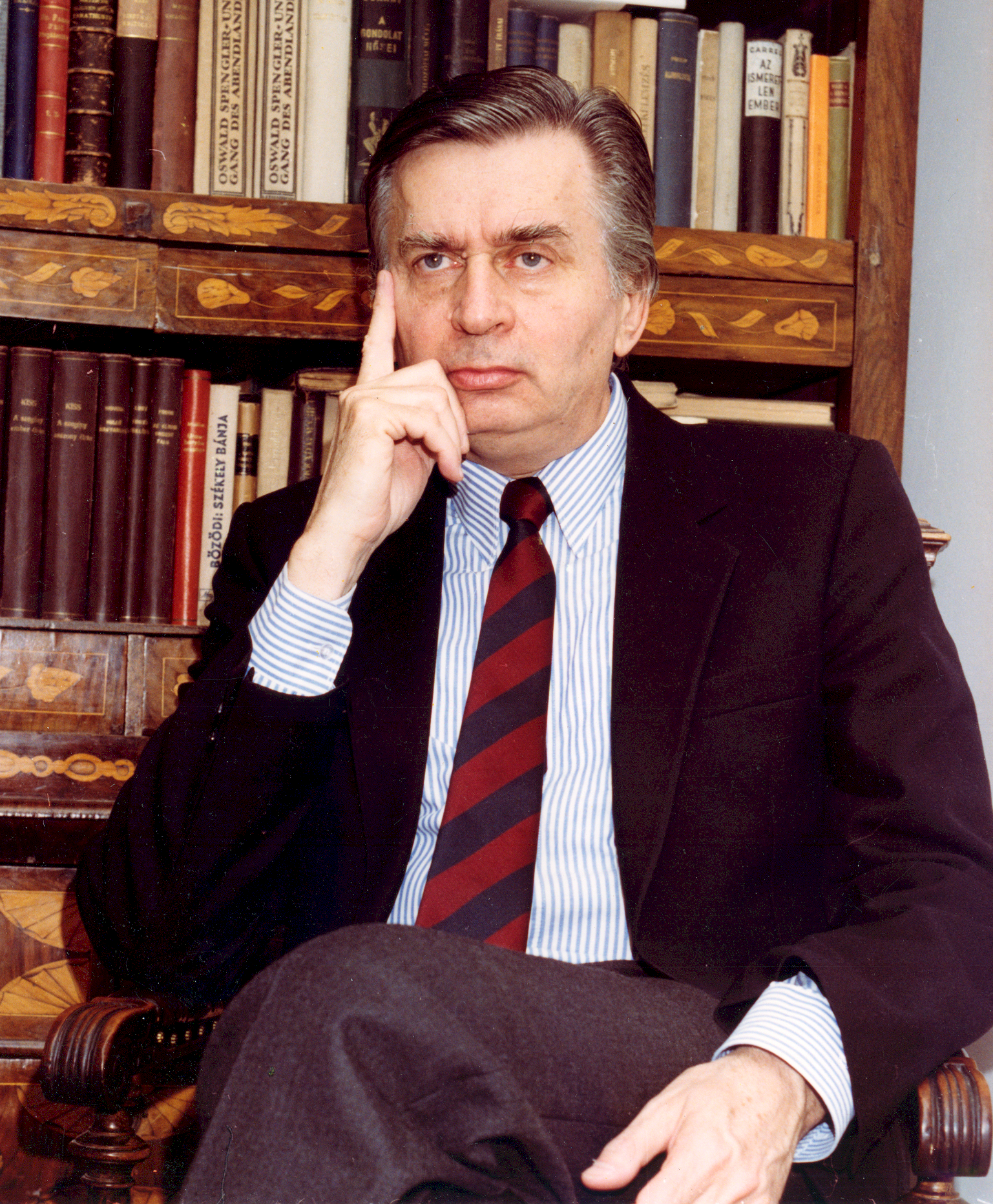
József Antall
12 december

Myrna Loy
14 december

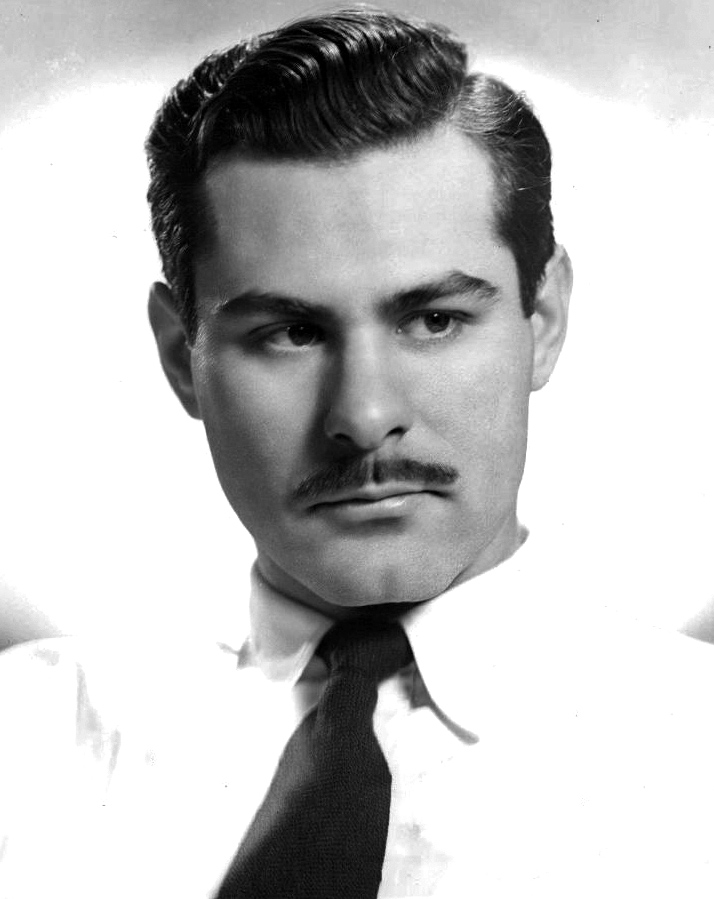
Sam Wanamaker
18 december

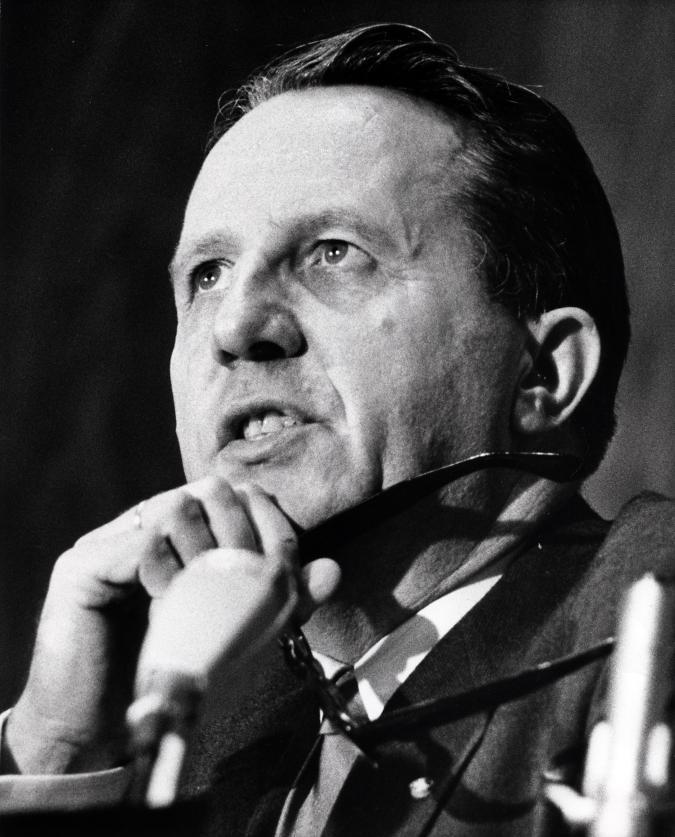
Antoon Veerman
19 december

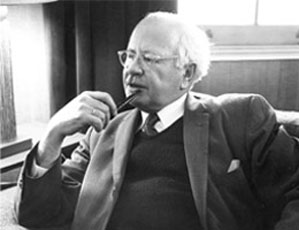
William L. Shirer
28 december

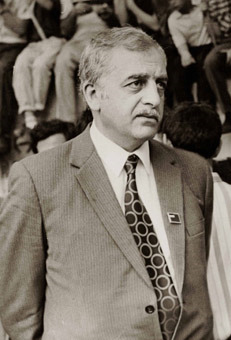
Zviad Gamsachoerdia
31 december

| 1 | 2 | 3 | 4 | 5 | 6 | 7 | 8 | 9 | 10 | 11 | 12 | 13 | 14 | 15 | 16 | 17 | 18 | 19 | 20 | 21 | 22 | 23 | 24 | 25 | 26 | 27 | 28 | 29 | 30 | 31 |
| - | - | - | - | - | - | - | - | - | -- | -- | -- | -- | -- | -- | -- | -- | -- | -- | -- | -- | -- | -- | -- | -- | -- | -- | -- | -- | -- | -- |

### 1 december
- Erik Haarh (64), Deens tibetoloog

### 2 december
- Pablo Escobar (44), Colombiaans drugsbaron

### 3 december
- Johan Buursink (85), Nederlands journalist
- Henri Cockuyt (90), Belgisch atleet

### 4 december
- Frank Zappa (52), Amerikaans rockzanger, gitarist en componist

### 5 december
- Arthur Staal (86), Nederlands architect

### 6 december
- Don Ameche (89), Amerikaans acteur
- Henk van den Idsert (72), Nederlands kunstenaar
- Henk Ooms (77), Nederlands wielrenner

### 7 december
- Pierre Basilewsky (80), Belgisch entomoloog
- Félix Houphouët-Boigny (88), president van Ivoorkust
- Wolfgang Paul (80), Duits natuurkundige

### 8 december
- Carlotta Monti (86), Amerikaans actrice
- Kees de Wit (69), Nederlands landbouwkundige

### 9 december
- John Wisdom (89), Brits filosoof

### 11 december
- Albert Willem Stronkhorst (81), Nederlands burgemeester

### 12 december
- József Antall (61), Hongaars politicus
- Emile van Leent (66), Nederlands burgemeester

### 13 december
- Vanessa Duriès (21), Frans schrijfster
- K.N. Elno (73), Belgisch kunstcriticus
- Karel Jonckheere (87), Belgisch schrijver

### 14 december
- Myrna Loy (88), Amerikaans actrice

### 15 december
- Wim Jonker (73), Nederlands beeldhouwer

### 16 december
- Nico van Biljouw (53), Nederlands evangelist

### 17 december
- Janet Margolin (50), Amerikaans actrice

### 18 december
- Frans Busselman (66), Nederlands fotograaf, uit Amsterdam
- Helm Glöckler (84), Duits autocoureur
- Jacques Pohl (84), Belgisch politicus
- Sam Wanamaker (74), Amerikaans acteur en regisseur

### 19 december
- Michael Clarke (47), Amerikaans drummer
- Inez James (74), Amerikaans filmcomponist
- Antoon Veerman (87), Nederlands politicus

### 20 december
- William Edwards Deming (93), Amerikaans statisticus

### 21 december
- Guy des Cars (82), Frans schrijver
- Philip Christison (100), Brits generaal

### 22 december
- Alexander Mackendrick (81), Amerikaans-Brits filmregisseur
- Hélène Van Herck (85), Belgisch actrice

### 23 december
- Jeanne Fortanier-de Wit (86), Nederlands politicus
- Frits Tjong Ayong (81), Surinaams medicus

### 24 december
- Norman Vincent Peale (95), Amerikaans predikant en auteur

### 25 december
- Pierre Auger (94), Frans natuurkundige
- Otto Müller (88), Zwitsers beeldhouwer
- Jiggs Peters (73), Amerikaans autocoureur

### 26 december
- Carlos Muñoz Martínez (29), Ecuadoraans voetballer

### 27 december
- Willem Frederik van Dijk (80), Nederlands burgemeester
- André Pilette (75), Belgisch autocoureur

### 28 december
- Wim ten Broek (88), Nederlands kunstenaar
- William L. Shirer (89), Amerikaans journalist, geschiedkundige en schrijver

### 29 december
- Lohengrin Filipello (75), Zwitsers televisiepresentator
- Hans Houtzager sr. (83), Nederlands atleet

### 30 december
- Edmundo Cea (82), Filipijns politicus
- Sonny Costanzo (61), Amerikaans jazzmusicus
- Giuseppe Occhialini (86), Italiaans natuurkundige

### 31 december
- Henry Byroade (80), Amerikaans generaal en diplomaat
- Arthur Dreifuss (85), Amerikaans filmregisseur
- Zviad Gamsachoerdia (54), president van Georgië

## Datum onbekend
- David Grogan (78), Brits waterpolospeler (overleden in maart)

1900 ·
1901 ·
1902 ·
1903 ·
1904 ·
1905 ·
1906 ·
1907 ·
1908 ·
1909 ·
1910 ·
1911 ·
1912 ·
1913 ·
1914 ·
1915 ·
1916 ·
1917 ·
1918 ·
1919 ·
1920 ·
1921 ·
1922 ·
1923 ·
1924 ·
1925 ·
1926 ·
1927 ·
1928 ·
1929 ·
1930 ·
1931 ·
1932 ·
1933 ·
1934 ·
1935 ·
1936 ·
1937 ·
1938 ·
1939 ·
1940 ·
1941 ·
1942 ·
1943 ·
1944 ·
1945 ·
1946 ·
1947 ·
1948 ·
1949 ·
1950 ·
1951 ·
1952 ·
1953 ·
1954 ·
1955 ·
1956 ·
1957 ·
1958 ·
1959 ·
1960 ·
1961 ·
1962 ·
1963 ·
1964 ·
1965 ·
1966 ·
1967 ·
1968 ·
1969 ·
1970 ·
1971 ·
1972 ·
1973 ·
1974 ·
1975 ·
1976 ·
1977 ·
1978 ·
1979 ·
1980 ·
1981 ·
1982 ·
1983 ·
1984 ·
1985 ·
1986 ·
1987 ·
1988 ·
1989 ·
1990 ·
1991 ·
1992 ·
1993 ·
1994 ·
1995 ·
1996 ·
1997 ·
1998 ·
1999 ·
2000 ·
2001 ·
2002 ·
2003 ·
2004 ·
2005 ·
2006 ·
2007 ·
2008 ·
2009 ·
2010 ·
2011 ·
2012 ·
2013 ·
2014 ·
2015 ·
2016 ·
2017 ·
2018 ·
2019 ·
2020 ·
2021 ·
2022 ·
2023 ·
2024 ·
2025